# 勇者指令ダグオン
『勇者指令ダグオン』（ゆうしゃしれいダグオン）は、1996年2月3日から1997年1月25日まで、テレビ朝日系列で毎週土曜17:00 - 17:30（JST）に全48話が放送された、名古屋テレビ・サンライズ制作のSFロボットアニメ作品、および作中に登場するヒーローの名称。『勇者シリーズ』の第7作であると同時に、同シリーズとしては最後のモノラル放送となった作品でもある。

## 概要
本作品では、人間の主人公自身が巨大ロボット（勇者）にもなるという、従前までのシリーズ作品とはガラリと路線を変えたコンセプトが掲げられており、ロボットに変化する途中段階として等身大のヒーローとしての姿（ダグテクター）も追加されるなど、ロボット物としてだけではなく正統派のヒーロー物としての側面も強く打ち出されている。番組タイトルは、シリーズ中唯一主役ロボットの個体名を指すものではなく、ヒーロー側のメインキャラクターが用いる合体ロボは全て「ダグオン」の名を冠している。このタイトルは、タカラの開発スタッフの國弘高史の「タイトルには濁音が入ったほうがいい」との発言に由来しており、「それならダグオンにしよう！」と決まったという経緯がある。
前述したコンセプトと同時に、主人公を始めとしたメインキャラクターの年齢も、従前までのシリーズ作品と比べて高めに設定されているが、これについては後出の望月が監督として企画に加わった時点で、すでに「次の主人公は高校生で行く」という基本方針が決まっていたといい、シリーズとして視聴率が下がり始めていたこともあって、ちょっと変えようかという機運も影響していたのではないかとも望月は言及している。その都合上、物語も学園ドラマとしての色彩が濃いものとなっており、従来のシリーズ作品と比較して多くの女性ファンを獲得する格好ともなったが、これについて望月は、放送当時は特にそうしたファン層を意識した作品づくりはしておらず、番組終了後のOVA制作に当たってターゲットがそちらに行っていたことに自分たちが驚いたくらいの感覚でいたと後に語っている。一方でテレビシリーズの最終回については、クリスマス商戦が終了しメカを出さずドラマだけでもよいという話があったことから、ロボットを出さず行方不明になった主人公の帰りを残された面々が待つだけという、多少の大人っぽさを意識したエピソードとして制作されている。
監督には当時亜細亜堂に所属し、過去にも『ダーティペア FLASH』などでサンライズとも縁のあった望月智充が新たに起用された。望月によると、勇者シリーズへの参加はアニメ制作を担当していたサンライズ第7スタジオの高森宏治から話がきたのではないかと述懐しており、実際に参加するに当たっては、高森とともにプロデューサーとしてシリーズに携わっていた吉井孝幸から、「ロボットが主人公である以上ロボットを邪魔者にしないで欲しい」といった点も含め、こういう風に作品を作ってほしいということを説明されたという。また、前述した「主人公が高校生」である点も含め、参加が決まった時点で世界観や設定、そして年間の販促スケジュールなども決まっていたことから、本作品における自身の仕事としては「キャラクターを立たせる」「各話数のストーリーを考えていく」ということに重点を置いていたといい、ロボットと主人公たちをどうストーリーに絡ませていくか、性格やキャスティングも含める形でわざとらしいくらいに、各キャラクターにわかりやすい特徴を付けていくことをテーマとしていたという。望月は後年、自身が本作品の監督に起用された理由について、「主人公を高校生にするから新しい監督に任せよう」という流れからだったのかもしれないと分析している。
作品の基本的な流れは、地球侵略を狙う宇宙人を相手に、主人公たちがロボットとなって立ち向かうというものとなっているが、この宇宙人を敵として設定した点については、「一方的に楽しみながら順繰りに地球を侵略しに来る」という見せ方ができることが理由であると望月は語っている。同時に、登場するメカの種類も含め情報量が多いことを踏まえ、ストーリーをシンプルにわかりやすくしたいという考えから、「倒していい相手」を作り毎回1種類ずつ倒していくことで、人間同士の戦いや葛藤といった、複雑になるドラマを入れなくても済むという狙いがあったという。望月はこうした部分や、物語終盤にて主人公の正体がガールフレンドにバレる点も含め、『ウルトラセブン』を意識していたことを後に明かしているが、こうした同作品（も含めたウルトラシリーズ）へのオマージュはこの他にも、各回のサブタイトルに続けて「〇〇星人登場」というテロップが表示される演出にも込められている 。
本来の視聴者層である低年齢層対策のため、本編終了後にCMを挟んでエンディングが流れる前に「ダグオンくらぶ」というミニコーナーが設けられ、視聴者から寄せられたお便りや、着ぐるみのファイヤーエンが幼稚園などを訪問したりする様子が紹介されるなど、前述したコンセプト以外にも従前までのシリーズ作品にはない、様々な趣向が凝らされた。こうした数々の試みにもかかわらず、視聴率の面では苦戦を強いられ、テレビ局側からもテコ入れについて度々打診されていたと望月は後に語っているが、同時にシリーズ構成を担当した荒木憲一と当初から一緒に決めた路線はきちんとやれたとも付言しており、ドラマづくりについては楽しくやっていたと振り返っている。また番組終了後には、ソフトメーカー主導によりテレビシリーズの後日談としてのOVAが制作された他、ドラマCDやキャラクターソング集、それにアンソロジー本など関連グッズが数多く発売されたりと、女性や高年齢層からの人気を背景に各種展開が継続された。

## あらすじ
宇宙監獄サルガッソに収監されていた囚人たちは反乱を起こして、サルガッソを占拠。そこを拠点に惑星狩りを開始し、地球も標的となった。
大堂寺炎、広瀬海、沢邑森、風祭翼、刃柴竜の5人の高校生たちは宇宙警察機構のブレイブ星人から勇者ダグオンの力を与えられ、サルガッソ囚人から地球を守るため、自分たちの未来を守るため、勇者高校生という青春を繰り広げていく。
激化する戦いの最中、宇宙剣士ライアン、黒岩激、ガンキッド、宇津美雷も仲間に加わるがサルガッソは悪名高いワルガイア三兄弟が掌握したことで本格的に組織化し、ダグオン排除を最大の目的とするようになる。
激闘の末、ワルガイア三兄弟も倒したダグオンチームの前にサルガッソ事件の黒幕である超生命体ジェノサイドが姿を現す。ジェノサイドはファイヤーダグオンを乗っ取った状態から地球と融合。山海市以外を掌握してしまった。エンはパワーダグオンで強制的にファイヤーダグオンと合体して、スーパーファイヤーダグオンとなり、地球との融合を解除。精神世界での戦いの末、スーパーファイヤーダグオンごとジェノサイドを倒したエンであったが爆発の中に姿を消してしまう。
エンとデートの約束をした戸部真理亜はエンを待ち続け、他のダグオンメンバーやマリアの弟で同様にダグオンの正体を知った戸部学もエンが帰ってくるのを信じて待つもいつまで経ってもエンは帰ってこなかった。諦めて帰宅しようとしたマリアの前にボロボロの身ながらもエンが姿を現し、仲間たちは駆け寄るのだった。

## 登場人物
勇者シリーズの中では唯一、時代設定が1996年と実際の放送時期と一致したものとして設定されている。また前述の通り、本作品では主人公たちの性格や特徴をわかりやすく設定することが意識されているが、これについてはそれぞれのメカの色からもイメージを得ていることが言明されている。

### ダグオン
大堂寺 炎（） / ファイヤーエン
声 - 遠近孝一
山海高校1年生。7月24日生まれ。身長171cm。血液型はO型。兄弟はおらず一人っ子。好きな食べ物はラーメン、カレー、ハンバーグ。嫌いな食べ物はピーマン。趣味はゲーム。モットーは「猪突猛進」。
普段は成績がイマイチで遅刻を繰り返し、早弁もする問題児だが 正義感も強い熱血漢。「これが青春だ!」が口癖。危険を省みない行動が多いが、その大胆さで難関を乗り切る。金銭面に関してはよく周囲に借金を頼むが、計画性のなさを知られていることから、マリアとヨク以外から貸してもらえた例がない。また、金を持っていてもすぐ使い果たしてしまう。学校には自転車通学で通っている。問題児のエンがカイやヨクのような優等生と同じ高校にいるのは面接の評価が高かったことが、ラジオドラマの春編で明らかになっている。
一見すると、何も悩みがないように思えるが、ラジオドラマの冬編にて、小学生のころに花火大会に遊びに行った際に、不良中学生たちに囲まれてリンチにされた挙句、親から多く渡されていた小遣いも全部巻き上げられてしまった（しかも喧嘩している内に靴も紛失している）という過去があったことが判明。現在でも当時の出来事を引き摺っており、入試の面接の時も、その時の出来事を経験したが故の目標を語っており、強い正義感を持つに至った。
入学早々、ケンカで他校の生徒（ゲキ）を骨折させて自宅謹慎を言い渡されたにも拘らず、ゲームセンターで遊んでいたが、その日こそ、サルガッソの地球侵略が始まった日でもあった。サンドール星人の侵攻からガクを助けた際にカイ、シン、ヨク、リュウと共にブレイブ星人によりダグオンに任命。結成当初は最も積極的に行動。指揮統率は苦手だが、行動力で仲間を引っ張っていき、チームの中では「ダグオンのリーダー」を自称し、のちに周りからも、それを認められるようになる。ダグビークルに関してはファイヤーストラトスの後部座席やファイヤージャンボの操縦席をゴミ箱代わりにすると私物化しているが、その一方でダグビークルへの愛着も持ち合わせてはいる。
サルガッソ事件の黒幕ジェノサイドを倒した際に行方不明になってしまうが、傷だらけでありながらも無事生還を果たした。
広瀬 海（） / ターボカイ
声 - 子安武人
山海高校2年生。1月17日生まれ。身長180cm。血液型はA型。風雲高校に渚というコギャルの妹がおり、扱いに手を焼いている。好きな食べ物は山海高校A定食。嫌いな食べ物はなし（好き嫌いは許さない）。趣味は釣り。モットーは「公明正大」。
普段から常に沈着冷静で生真面目。四角四面ゆえに頑固で融通が利かない。別名鬼の風紀委員長。常に竹刀を携帯し、風紀委員長として学校の不良生徒を取り締まる。その生真面目さから服装が自由な学校でも制服を着用。口癖は「四の五の言うな」を意味する「Don't say four or five!」唯一の弱点はゴキブリで、それをマリアに嘲笑された際にはエンに竹刀を渡して彼女を追い回させたこともある。高校卒業後は大学に進学予定。
自宅謹慎中のエンを自宅まで連れ戻しに来た日にサンドール星人に襲われ、ガク救出に赴くエンと共に、パトカーに搭乗。直後にダグオンに任命される。ダグオンとしての活動には「正義の味方に就職するつもりはない」と当初は否定的であったが、本格的に活動するようになってからは参謀格となる。風紀委員の立場も相まって冷静に状況を判断しながらメンバーへの指示と対処を行うものの、個性豊かなダグオンメンバーを何とか束ねている。仲間としては認めているものの「ダグオンの風紀が乱れる」ことには頭を痛めており、特にエンとシンとゲキらの行動を注意することが多く、彼らにとっては、目の上のたん瘤的存在でもある。
普段から冷静な彼だが、仲間を傷つけられた時には激しく動揺することがあり、特にヒドーがルナを操った際の怒りは凄まじく、苦戦していたヒドーに対して怒りを爆発させたカイは一気に形勢逆転してヒドーの角をへし折った。
エンの問題児ぶりに対しては、借金を頼まれた際には怒りのあまり竹刀を持って廊下中走り回って追い掛けたことさえあるが心の底にはエンに対する熱い友情を隠し持っている。ジェノサイドとの最終決戦でエンが消息を絶った際にはルナの「皆、エンのことが大好き」という発言に対し、正反対であるエンに対する不満をぶちまけながらも1人になった後、エンが無事に帰ってきてくれることを信じながら落胆し、普通のパトカーをエンが運転するファイヤーストラトスと見間違えたりする等、特に動揺が激しかった。最終的にエンと再会した際、ボロボロになりながらも無事仲間たちの許に帰ってきた時は言葉にできないほどの感激を見せた。
沢邑 森（） / アーマーシン
声 - 山野井仁
山海高校2年生。6月12日生まれ。身長181cm。血液型はB型。男4人兄弟の3男。好きな食べ物はトンカツ。嫌いな食べ物は梅干し。趣味はデート。モットーは「明眸皓歯」。
明るい性格で女好き なお調子者だが、友情に厚い面もあり、スポーツ万能で柔道の腕前は三段。
校内では柔道部に所属し、2年でありながらも柔道部の主将を務めるだけの実力はあるが、よく部活の最中に抜け出して女子の部活の練習へ勝手に紛れ込んでいる。
周囲の高校の女子の間ではシンに声を掛けられることが女の子としての最低基準とされている。可愛い女の子を見かけた際の決め台詞は「よっ、そこの君!俺と青春しない!?」本人いわく見境なくナンパをしているわけではなく、好みのタイプの女の子（足がほっそりしていて、肌が綺麗で、あんまりスレてない感じで、髪の長い可愛い女の子）しかナンパしないというモットーがある。放送部部長のエリカと親しくなり、後に交際にまで漕ぎ着けている。
サルガッソ軍の地球侵略開始日、女性のカバンをひったくった男 を得意の柔道で倒した後、被害者の女性をナンパするが、エンを連れている最中のカイに見つかって阻止されたうえ、エン同様にカイに連れていかれた後、サンドール星人の襲撃に遭遇し、ヨクと共にエンたちを救出に向かった際、ダグオンに任命される。ダグオンの活動に関しては当初はカイやヨク同様に乗り気ではなく「宇宙人との青春はお前たちに任せる。俺は女の子と青春する」と仲間任せにする態度が目立ったが、次第にダグオンの自覚を持つようになった。
エンとはゲーセン仲間でもあり、第29話ではゲキも交えてゲームセンターで遊んでいる姿が描かれた。ジェノサイドとの最終決戦後、エンが帰ってこない寂しさをほぐれさせようとゲームセンターで遊んでいたが隣のゲーム機の席にエンの幻影が浮かび、「つまんねぇ、ゲーム」と呟いて、その場を後にする。ゲームセンターを離れた後はエリカに励まされたり、雪の中を柔道着姿でランニングしていたがカイと行動を共にしていた際、生還したエンの姿を見かけ、喜びのあまり呆然とするカイとは対照的に喜びの表情を見せた。
風祭 翼（） / ウイングヨク
声 - 結城比呂
山海高校2年生。10月8日生まれ。身長162cm。血液型はA型。大学生の姉が1人いる。好きな食べ物は激辛カレーパン。嫌いな食べ物はアンパン。趣味は読書と昆虫観察。モットーは「一意専心」。
眼鏡とバンダナと膝丈のハーフパンツがトレードマーク。明るくて人懐っこい性格ながらも礼儀正しく、常に敬語で話す優等生。だが、相手構わず何かにつけて、マニアックな科学知識を持ち出すうえ、爬虫類やゴキブリを愛でるという常人とはかけ離れた美的センスの持ち主でもあり、マッドサイエンティスト的な一面も覗かせる。たまに勝手に校内で実験資料などを焼却処分している。自宅はマンション。高校卒業後は山海大学医学部遺伝子工学科に進学予定。
サルガッソ軍の地球侵略開始日、古本屋で光山敏司の本を見つけて喜んでいた矢先、サンドール星人の襲撃に遭遇し、ダグオンに任命される。ダグオンとしての活動には当初は「宇宙人の細胞が手に入ったら持って来てほしい」と、宇宙人の生態に興味を示しながらも地球防衛には無関心な態度だったが、その自覚を持つようになってからは持ち前の頭脳を活かし、参謀のカイを補佐するようにもなる。ライアンのスカウトもヨクの案によるものであり、ライ着任まではダグベースの機能解析やファイヤーレスキューの治療装置操作も行っていた。自室にはサルガッソとの戦いで入手した宇宙人の標本を飾っており、その収集振りはライからも絶賛されたほど。一方、ガラバード星人が餌用のイモムシ型生物ザムザを放った時は知的好奇心のあまり、仲間たちの足を引っ張ったこともある。
エンの借金問題に関しては、お金を貸すこと自体には応じるものの前に借した借金を返済しないままで借りようとするのは断固として断る。そのエンがジェノサイドとの戦いで消息を経った際にはエンの行方が分からず、悲観に駆られる仲間たちを落ち着かせようとしたがエン生存が絶望的になった際には自宅にて、「こんな物（宇宙人の標本）いくら集めたって、エンが帰ってこなければ無意味だ！」と激情を見せた。その夜、外を歩いていた際、エンとの再会を果たす。
刃柴 竜（） / シャドーリュウ
声 - 私市淳
山海高校1年生。11月7日生まれ。身長173cm。血液型はAB型。美奈子という妹がいる。好きな食べ物は栗ぜんざい。嫌いな食べ物は鶏肉。趣味は鳥と遊ぶこととバードウォッチング。モットーは「山紫水明」。
長い黒髪が特徴の無口でクールな孤高の一匹狼で忍術の使い手。特技はヒヨコの雌雄を判別。独断での行動や謎めく行動が非常に多い反面、その行動は問題発見や仲間の支えになることが多い。身のこなしが軽く、木の上に登って鳥とたわむれることもあれば、それを生かして仲間をサポートすることもある。動物好きであると同時に好かれる素質もあり、猛獣でも彼の前では人懐っこくなる。同じ1年生のエンからは興味を持たれ、ライからは尊敬の念を抱かれている。
私生活に関しては、学校の裏にある森に住んでいることと病気で入院中の妹のために日夜バイトに勤しんでいること以外は不明。そのため、出席率は非常に低く、金欠の度合はエンを上回り、借金の要請にエンが彼の元に赴いた際には飢えで気絶寸前だったことさえある。そのため校長が自分の菜園で育てた野菜をよくもらっている。
サルガッソ軍の地球侵略開始日、ビルの屋上で寝ていたが、サンドール星人の起こした砂に巻き込まれたガクを電話ボックスから救い出した後、ダグオンに任命された。ダグオンの活動に関しては、隠密行動や情報収集も担当。
ジェノサイドとの最終決戦ではジェノサイド空間に飲み込まれそうになったエンを間一髪救う。そのエンがジェノサイドを倒すと同時に消息不明になってしまった際には、彼の身を案じながらも、美奈子の外出に付き合い、病院で美奈子と別れた後、エンとの再会を果たした。
黒岩 激（） / ドリルゲキ
声 - 江川央生
風雲高校3年生。5月5日生まれ。身長183cm。血液型はB型。100人の手下を抱える風雲高校の番長。手下からは「親分」と呼ばれている。服装も破れ、学帽に学ラン、履物は下駄と、炎が謹慎処分となった事件の腕を折られた男が彼である。絵に書いたような昔ながらの熱血漢にして人情家な「番長」。ただし熱過ぎる性格がたたり見た目とは裏腹に空回りが酷くボケ役として立ち回ることも多い。大学生の姉が1人おり、姉の気の強さから軽い女性恐怖症に陥っているせいで女性の前では素直に言いたいことを言えないことが多い。そのせいもあり実家を離れて普段は風雲高校の寮で暮らしている。なお、ゲキの姉とヨクの姉は同じ指向を持つ友人の間柄でもある（ドラマCDより）。好きな食べ物はトマト、寿司（タコを除く）。嫌いな食べ物はタコ。趣味は鉄道模型の収集。モットーは「真実一路」。
マリアに恋心を抱いたことから、彼女のことは「マリアさん」と呼んでいる。
第16話で初登場。腕を折られた仕返しの為に炎を着けていたら偶然ダグベースを発見し、同時に炎たちがダグオンであることを知ったことで海に監禁されるが脱出してダグオンの活動を目撃し、ファイヤーダグオンが窮地に陥った際には炎に激を飛ばしつつ彼を助けようとダグベースを無我夢中で操作したことで危機を救った。戦い終えた後、正体は口外しないと誓って解放される。
その後シード星人事件の際、ブレイブ星人により6人目のダグオンに任命された。ダグオンになった当初は浮かれ気味で、エンたちからは煙たがられ、ガクからも「ダグオンの偽物」と酷評されていた。また、仲間たちの役に立とうといろいろな行動を起こすが散々な結果となる。また、当初は合体出来る相手を探し回っており、ダグファイヤーをダグドリルの合体パートナーと思い込み「友情合体」を試みようとしていたところ逆にエンとリュウを拐われてしまった。それでも仲間の危機を救おうと行動した結果、スーパーライナーダグオンへの合体に成功したことでエンたちはもちろんのこと、ガクからもダグオンとようやく認められるようになった。
当初はライバル関係の炎だったが、正式に仲間になって以後は先の喧嘩で折られた腕のことも水に流している、コンビで「噂の刑事エン&ゲキ」を自称する等、親友として接するようになる。また、思いを寄せるマリアから相手にされない日々が続き、宇宙に旅立つ前にマリアに告白をしようとするが、エンとマリアのやり取りを見て失恋する。しばらくは傷心の状態となるが、傷心を乗り越えてからは、2人の恋を応援する側に回った。ジェノサイドの戦いでエンが消息を経った際には、マリアを励まし、ガクに発破をかけたりするも、自身が号泣。その後、生還を果たしたエンと再会する。
宇津美 雷（） / サンダーライ
声 - 山口勝平
山海高校1年生。3月18日生まれ。身長172cm。血液型はA型。テレビシリーズには登場しないが、「レイ」という双子の弟がいる（ドラマCDより）。好きな食べ物はオムライスと牛乳。嫌いな食べ物はキノコ類。趣味は料理とアーチェリー。モットーは「初志貫徹」。
精神感応など超能力を使う「第3の目」を持つジンライ人。7人の中では唯一の宇宙人にして宇宙警察機構の正規隊員の新米刑事。地球の配属となり、第35話にて山海高校に転校。リュウと同じクラスになる。先立って地球で活躍してきたエンたちを「先輩」と呼ぶ。宇宙刑事としての教育を受けた正規のダグオンゆえにメンバー中で最も知識が豊富で基地操作にも優れる。宇宙刑事の使命感も強いが、人当たりの良さゆえか気が弱い所があり、要領も悪いうえに空気が読めない面が玉に瑕。将来の夢は宇宙警視総監。学園内では多くの女の子に好かれながらも追いかけ回され、美術の題材にされたこともあった。超能力をマリアの前で使用したことから彼女にも追い掛け回されるはめになり、そのことでゲキに嫉妬される。リュウを慕っており、彼と話をしたがるも、いつも邪魔が入って話せずにいる。
刑事ゆえに殉職も覚悟しているためか、ジェノサイドとの戦いで消息を絶ったエンの身を案じながらも仲間たちほどの動揺は見られなかったが生還したエンの姿をヨクと共に見かけた際には喜びの表情を見せる。エン生還後、次の任地が決まり、ルナと共に地球を去った。別れ際、エンの愛用の上着を貰う。

### ダグオンの関係者
戸部 真理亜（）
声 - 長沢美樹
山海高校1年生。4月8日生まれ。身長162cm。血液型はA型。好きな食べ物はいちご。嫌いな食べ物はイナゴ。趣味はオカルト研究。モットーは「純情可憐」。
気が強く、負けず嫌い。1人同好会で超常現象研究会を開いており、エンからはオカルト娘とも呼ばれている。奉幣・神社のお札・十字架・数珠・ダウジングなどの道具を多数持ち、パソコンで情報収集をしながら不思議な現象のある所にしばしば足を運んでいるが、大抵はサルガッソの宇宙人というのがオチである。ライと出会った際にライが見せた超能力を見た事で欲望が爆発し、彼を完全に実験動物扱いしては様々な実験をするようになり、未遂に終わったがテレビ出演までしようとした。その変わった趣味のせいで女好きで通っているシンにすら異性扱いされていない。携帯電話やコンタクトレンズを愛用しており、カイ同様に制服を着用している。ゴキブリは平気だがイモムシは苦手。好奇心並びに探究心が極端に強すぎるため避難のために逃げているにもかかわらず証拠写真の撮影をしようとして危機に陥る事も多々ある。
ガクを狙ったデマッカ星人をゴキブリと勘違いして、スリッパ一発で倒すと図らずも地球の危機を救ったこともある。その一方、ロッド星人が使役していた星獣グリフィンと心を通わせたこともあり、マリアを庇って致命傷を負ったグリフィンが屍を晒さないために地球を去った際には、その背中を涙ながらに見送った。
エンとは小学3年生のころから毎年同じクラスだったという腐れ縁でケンカ友達。エンの借金に応じてはいるが、いつまでも返済しないのを良いことに超常現象研究会の臨時部員として、こき使ったこともあった。しかし、物語が進むにつれて、徐々にエンを意識するようになっていき、第42話でエンがダグオンであることを知ったことが切っ掛けとなって、互いに想い合う関係となった。エンが宇宙に向かう直前に帰ってきたらデートする約束を交わし、ジェノサイドとの最終決戦で消息不明となったエンを待ち続け、生還したエンと真っ先に再会を果たした。
戸部 学（）
声 - 長沢直美
小学5年生。12月2日生まれ。身長130cm。血液型はB型。好きな食べ物はラーメン、カレー、ハンバーグ。嫌いな食べ物はピーマン。趣味は有名人のサイン収集。モットーは「一石二鳥」。
マリアの弟で生意気な性格だが正義感が強い。ガクの愛称で呼ばれるが本人はその呼ばれ方を好いておらず、「ガクガク言うな」と怒ることもある。姉・マリアのことは呼び捨てで呼んでいる。リュウの妹の美奈子に恋心を抱く。
少々生意気な面もあるが、年齢の割に気を使えるところもあり、炎とマリアの仲を取り持とうと見舞いにきたライを引っ張り出すといったフォローをしたりと以外と大人な面もある。
炎たちがダグオンとしてはじめて戦闘した時からのファンであり、自称ダグオンクラブの会員第1号。自室にはダグオンの玩具をいくつも飾っている。常々ダグオンの正体を知りたがっていたがジェノサイドとの戦いにおいて、エン自らの告白でそれを知ることとなる。ゲキと行動を共にしていた際、生還したエンの姿を見かけ、ゲキよりも先に喜びの顔を見せた。
ライアン
声 - 広瀬匠
機械生命体の剣星人で宇宙剣士の異名を持つ。
故郷の剣星と20億の同朋を滅亡させたアーク星人を追って地球にやって来た。本来ならガンキッドを世話するような心優しい人物なのだが、地球に来た当初は故郷と同胞を一度に失った悲しみと怒りから「アーク星人への復讐を果たすためなら、地球人がどうなろうと自分には関係ない」と言い切る復讐鬼そのものだった。アーク星人を討つためなら手段を選ばず、周りの被害も厭わなかった。さらには自身の反物質反応炉で自爆して相討ちをしようとさえしていた。だが、エンに自身の危機を何度も助けられたことと彼らのダグオンとしてのチームワークと友情に次第に昔を思い出し、アルマー星人との戦いを経て、仲間になる。
戦闘能力は武装のライアンバルカンやライアンフレアなどの技を持ち、剣星人最大の能力である自らを変形させた剣での突進攻撃は強力でファイヤーブレードを越える強度と攻撃力を持つ。それだけではなく宇宙を旅していたこともあって異星人に関する知識も豊富で現れた宇宙人の情報を提供してくれるなど情報源としても活躍する。
自分を変えた最大の要因となったエンに対しては等身大戦・巨大戦ともに「俺を使え!」と参上し自らが変形した剣を振るわせる。後にガンキッドの指導役として保護者となる。ガンキッドからは最初は「おじさん」と呼ばれたが、本人いわく「これでもまだ若い」らしく、ガンキッドの指導役をはじめてからは問題を起こす彼を根気よく指導し弟のように可愛がっている。
アーク星人を討った後、エルバイン太陽系で生き延びていた同胞探しのために地球を離れたが、ガンキッドの泣き声が聞こえてきたと言ってゲドー戦の最中に再び戻ってきた。サルガッソ破壊後、エンとの友情を確認しながら、ガンキッドと共に再び地球を離れ、同胞のいるガリフナー星に向かった。一度目の旅立ちの際はダグオンメンバー全員に見送られ、二度目の旅立ちの際はマリアとルナも見送った。
ドラマCD第2弾において、子供の頃、宇宙警察機構に所属することを夢見ていたことが明らかとなる。
ガンキッド
声 - 長沢美樹
メカージュ星人が開発したガンドロイドT-96。
メカージュ星人と共に地球侵略を行うもメカージュ星人亡き後、ライアンの説得でダグオンチームに加わり、剣星の言葉で「新しい命」を意味する「ガンキッド」の名を与えられた。第25話での戦闘後、ダグオンのエンブレムを帽子に付けてもらう。
性格は子供そのもので思考は5歳児程度。ダグベースのある洞窟にいたコウモリを退治しようとバルカン砲を撃って天井に穴を開けてしまうなど、生まれたばかりで世間知らずなわがままゆえ、当初はダグオンたち(特にエン)とはこのようないざこざを起こしてしまい家出までしていたが、次第に成長していきダグオンとしての自覚を持つようになる。
サルガッソ破壊後、ライアンの剣星人探しを手伝うために地球を離れる。
ルナ / ギャラクシールナ
声 - 深水由美
宇宙警察機構の刑事。惑星オーパース出身で宇宙警察機構第108分署第5パトロール部隊に所属している。
生真面目な性格で仕事には厳しいが心許した相手には笑顔や茶目っ気を見せる。
クイーンザゴスを追って地球を訪れ、現地のダグオンを指揮し、クイーンザゴス軍と交戦。クイーンザゴスに苦戦するダグファイヤーを見かねて、ファイヤーショベルを製造した。
任務を終えて帰還する際に地球に向かっている最中のヒドーに捕まり、洗脳され、彼の手下とされてしまう。洗脳後はサングラスとコートで正体を隠すようになる。ダグオン抹殺の任を帯びた際にはヘルメットとスーツに身を包んだ状態からゲキに夜襲をかけて圧倒するがシャドーリュウが駆けつけたことで撤退。次にカイに狙いを定め、ヘリコプターで無人島に連れて行き、そこでカイを襲うがカイの命懸けの行動で正気に戻り、この一件からカイと相思相愛の仲になる。
ヒドーの攻撃からカイを庇った際、クリスタルのお陰で致命傷は避けられたものの負傷し、療養に専念することになるがゼルマー戦ではライと共にダグベースを動かし、スーパーファイヤーダグオンへの合体を行った。ダグオンチームが宇宙に向かっている間、カイの頼みを聞いた朝日山の世話になり、エン生還後はライと共に地球を去る。
ブレイブ星人
声 - 中田譲治
宇宙警察機構所属の宇宙人。
エンたちにダグコマンダーを初めとしたアイテムを与え、彼らをダグオンに任命した。自身が直接、地球の防衛に携わらない理由は本人曰く「自分たちの星は自分たちで守ってこそ価値がある」とのこと。
ワルガイア三兄弟の地球総攻撃時、自らも地球に赴き、マドーとゲドーの手で動力炉を暴走させられたダグベースを元に戻し、ヒドーも倒すが弟をやられたことで怒ったマドーとゲドーの光線を受けて自身も殉職。残留思念はダグオンチームを激励しながら消えていった。

### 山海高校
朝日山 壮一（）
声 - 島香裕
山海高校の校長。丸っこい体格をした中年男性で、穏やかながら掴み所のない飄々とした人物で、エンには只者ではないのではと思われている。エンからは「おっちゃん」と呼ばれて慕われている。自然をこよなく愛しており、野良仕事や校内菜園での野菜の栽培を行ったり、裏山の隠れ家の山小屋を持っており、ドラム缶風呂で晩酌を楽しむこともある。
飄々とした性格ではあるがどこか勘の鋭い人物で、隠れているエンたちに気付いていたり、彼らがダグオンであることを知らないはずだが、強敵に苦戦する彼らにアドバイスを与えたりして解決するためのふとしたきっかけを与えることが多い。
最終回ではエンは死んだと聞かされ、絶望に追い込まれているマリアを励まし、彼(エン)と約束した待ち合わせの場所へ向かわせた。
伊集院 遥香（）
声 - 城山堅
山海高校の教頭。堅物の男性で頑固で融通が利かず、特にエンに対してはかなり厳しいが、問題児である彼を更生させたいがゆえの思いであり、生徒を愛する気持ちは朝日山校長と同じ。文化祭では「焼きそばハルカ」という名前の店を毎年出すなどの茶目っ気のある一面を持ち合わせており、調理の腕前はエンも「美味い」と絶賛する。
芹沢 英里加（）
声 - 水谷優子
山海高校2年生にして放送部部長。
スタイルが良い美少女だが気が強く、「このスットコドッコイ!」の掛け声と共に平手打ちを放つ。
サキュバスに操られたダグアーマー（シン）を平手打ちで正気に戻したことから、しつこいシンに対して、ダグアーマーを「彼氏」と呼ぶようになる。しかし、それがシンの恋心をさらに燃え上がらせることになり、最終的にはシンのことも認めるようになる。エンが行方不明になった際、そのことに対する悲しみを隠しているシンに活を入れた。
名前は『ゴジラ』の芹沢大助と『ゴジラvsビオランテ』の白神英里加から取られている。

### その他
ツヨシ
声 - 岩坪理江
ガクのクラスメイト。
臆病でクラスの男子たちにいじめられていたが不思議な力を持った石・宇宙石を手にしたことから、いじめっ子たちに復讐する。しかし、その宇宙石はフェニックス星人が姿を変えたものであり、フェニックス星人に操られてしまうがファイヤーエンの激励により、宇宙石を投げ捨て、本当の勇気を得る。
その後、第41話と最終回エンディングで台詞はないものの再登場している。
藤井 ユカリ（）
声 - 西原久美子
ヨクの中学時代の同級生。エンやシンが見とれるほどの美少女で鳥が好き。中学時代、ヨクに鳥が好きなことを教えた年に彼から貰った誕生日プレゼントは爬虫類図鑑。住居は八角市のマンション。オーストラリアに引っ越すことになり、ヨクに別れの挨拶をしに山海高校を訪れた。パイダ星人に襲われた際に、ウイングヨクに介抱されるが、その際にウイングヨクにヨクの姿を重ねた。オーストラリアへ行く際にヨクからカモメのアクセサリーを貰い（実はシンが買ったものだが、ヨクとユカリの後押しのために譲った）、ヨクと良い雰囲気になる。ダグオンチームが宇宙に出発する前、ヨクはオーストラリアにまで会いに行った。
刃柴 美奈子（）
声 - 小西寛子
リュウの妹。病弱で長く入院生活を送っている。兄思いの性格で、偶然出会ったエンにリュウのプレゼントを買ってもらうよう頼んだこともある。兄同様、動物好きで動物を手懐けるのも上手い。予知夢を見る能力を持っており、ファイヤージャンボの復活など数々の未来を予知していた。主治医の千住先生に化けたシュラにより人質にされ、シュラから脅迫されたリュウはエンの暗殺に赴くが、美奈子の予知夢のおかげでシュラを欺くことに成功し、美奈子も助けられた。
広瀬 渚（）
声 - かないみか
カイの妹。OVAとドラマCDにのみ登場。風雲高校に通っており、ゲキの後輩でもある。自由委員会の委員長で、規律に厳しい兄とは正反対で、何よりも自由奔放を愛する。そのため、エンとは一番波長が合っていた。一見ただのコギャル なように見えるが、根は良い子。兄とはいつも喧嘩ばかりしており、英語で『It's my winning hand』（私の勝手でしょ）という言葉を口癖としている。
風祭 翔子（）
声 - 吉沢佐衣子
ヨクの姉。ドラマCDにのみ登場。オーシャン女子大学に通う大学生。同人誌サークルに所属しており、ゲキの姉の悦子とは友人である。弟に小遣いあげるのと引き換えに無茶苦茶な要求をすることもしばしば。やおいやボーイズラブを愛する俗に言う腐女子 で、目的のためなら手段を選ばないところは弟とそっくりである。
黒岩 悦子（）
声 - 紗ゆり
ゲキの姉。ドラマCDにのみ登場。オーシャン女子大学に通う大学生。同人誌サークルに所属しており、ヨクの姉の翔子とは友人である。一見美人なお姉さんだが、やおいやボーイズラブを好む腐女子。そのうえ、ゲキの女嫌いを作った張本人でゲキによれば「外では気取っているけど、家の中では下着姿でうろつく、洗面所の使い方は汚い、言葉遣いは下品、子供のころから看護婦さんごっこで患者役で散々弄ばれた」とのこと。ゲキと違って実家住まいだが、ゲキが学生寮で生活しているのはこの姉から離れたかったからである。

### サルガッソ囚人
以下、複数回にわたって登場した者について記述する。
ザゴス星人
声 - 水内清光、矢部雅史、室園丈裕
蟻に似た顔を持つ宇宙人で赤い個体をリーダーとして集団で活動。
巨大化能力は持たず、ロボットに変形できるザゴス円盤に大勢で乗り込んで戦う。
地球をザゴス星の植民地に変えようとしていた。
クイーンザゴス
声 - 山岡葉子
ザゴス星人の女王。
通常のザゴス星人と異なり、最初から巨大な状態でいる。危険人物であるがダグオンと戦った宇宙人の中で唯一サルガッソに収監歴がない。
目から放つ光線や全身から展開するバリアが武器。
母星で事態を静観していたが失敗続きの雄たちに失望し、自ら地球侵略に赴く。パワーダグオンの初陣の相手となり、パワードリルアームを受けて戦死。これにより、ザゴス星人との戦いも終結した。
シスターザゴス
声 - 吉田古南美
クイーンザゴスの親衛隊である女性ザゴス星人。
雄のザゴス星人を上回る力を持ち、使用するザゴス円盤も通常のザゴス円盤よりも強力。
アーク星人
声 - 柏倉つとむ
宇宙皇帝を名乗り、星を支配したり滅ぼしたりする権利を主張する仮面の宇宙人。
10mほどの体躯と鉤爪状の手が特徴であり、仮面の下には端正な顔立ちの素顔を持つ。
エルバイン太陽系でライアンの同朋の剣星人に捕えられてサルガッソに収監されたことから、ライアンの故郷である剣星を滅ぼすも、自身を捕らえた剣星人がエルバイン太陽系で生き残っていることを知り、ライアンを葬った後は、その剣星人へ復讐することを目論んでいた。また、第25話では朽ち果てて石化した剣星人の剣をライアンに刺したうえで、アーク城に磔にするという猟奇的なやり口を行う。
要塞アーク城を初めとした「悪魔のような超科学力」（ライアン談）を駆使し、時にはガードロイドやキャメロンといった他のサルガッソ要員をぶつけて、ダグオンを苦しめていった。アーク城の惑星凍結装置を用いて、地球を剣星同様に氷漬けにしようとするが、その戦いでアーク城を破壊されてしまう。その後は月に佇みながら事態を静観していたが、ライアンとの一騎討ちを行う夢を見たことから、ライアンと決着を付けることを決意。ライアンとの一対一の戦いの末、ライオソードの一太刀を受けて敗北。ライアンを称えながら果てた。ライアンのことは剣星人と呼んでいたが、死の間際には最初で最後に呼び方を改めた。
ワルガイア3兄弟
ワルガイア星人の3人兄弟で共通の能力としてあまり動かない場合の通常形態と激しい動きを想定した身軽な戦闘用形態にスタイルを切り替える能力や人間に変身する能力がある。サルガッソ囚人の中でも特に悪名高く、途中からサルガッソを掌握し、サルガッソ軍を組織化させた。以降のサルガッソ軍はダグオン排除のために活動するようになる。
ヒドー
声 - 矢部雅史
ワルガイア3兄弟の三男で額から1本の角が生えている。2人の兄のことは「兄貴」と呼ぶ。
物体の遠隔操作やエネルギー波での攻撃などを得意とするが不意打ち、弱みに付け込む、人質といった卑怯な手段で戦っていただけで兄たちほどの実力はない。自分が有利な場合だけ相手を見下して「ちゃん」付けで呼ぶことがある。
地球では学ランを纏ったヤンキー風の人間に化けて諜報活動を行い、地球飛来時に帰還途中のルナを捕らえ、洗脳を施した。
ダグオンとの直接対決ではギャラクシールナを使って、ターボカイを追い詰めていくが、ターボカイの奮闘でルナを奪還されたうえ、ダグターボに額の角を折られてしまう。兄たちも加勢に来た際の戦闘ではスーパーファイヤーダグオンに合体した影響で病み上がりのファイヤーエンを苦しめるがブレイブ星人のビームを受けて戦死。亡骸は兄たちの手でサルガッソに埋葬された。
ルナに関しては同行させているうちに恋愛感情のような執着心を抱くようになり、ルナの洗脳が解けた際には「お前は俺のものだ」と言い放ったり、傷心もあってか自棄酒を呷る姿も見せた。
ゲドー
声 - 長嶝高士
ワルガイア3兄弟の次男で頭部から2本の角が生えている。兄マドーのことは「兄者」と呼ぶ。囚人登録ナンバーは0813。
頭が悪いわけではないものの兄弟の中では頭脳よりも力と頑丈さに自信を持つタイプ。頭部の角をクワガタムシの顎のように使って、敵を挟む戦法も用いる。
ダグオンの戦力を分散させたうえで難破した宇宙飛行士に化けてダグベース内に侵入し、内部からダグベースの破壊を始める。ファイヤーエンとサンダーライによって宇宙空間に放り出された後はパワーダグオンとの巨大戦を展開。無限砲で腹部を撃ち抜かれても平然とし、陽動部隊の手でスーパーライナーダグオンとシャドーダグオンも倒されることを告げて、パワーダグオンを窮地に追い込むが、戦列復帰したライアンに陽動部隊を倒されたうえ、自身の角を切断され、パワーダグオンのパワーライオソード十文字斬りを受けて戦死した。
マドー
声 - 石井康嗣
ワルガイア3兄弟の長男で額と頭部から3本の角が生えている。
右胸を分離させた重力波発生装置。あらゆる攻撃を吸収し、自らの力に変える攻撃吸収能力を持つ。囚人たちのことを道具のようにしか見ていない半面、弟たちに対する愛情は深く、ヒドーを目の前で倒された際にはゲドーと共に激怒し、ヒドーを倒した張本人であるブレイブ星人を倒し、ゲドーが亡くなった際にはゲドーのことを「愚かな奴」や「私はお前とは違う」と言い放ちはしたものの寂しげな様子を見せた。
最後の1人になった際には宇宙警察機構の艦隊を壊滅させ、火星上でのダグオンとの戦いでも優位に立ち、攻撃吸収能力で蓄えたエネルギーでさらなる巨大化をすると共に惑星も破壊できる威力を持ったマドー超光波を作り出す。しかし、重力波発生装置をドリルライナーに破壊され、マドー超光波と攻撃吸収能力もスーパーファイヤーダグオンのトライアングルクリスマスビームには通用せず敗れ去った。最後の出撃前と戦死直前にジェノサイドの声を聞くが、正体を知ることはなかった。

ジェノサイド
声 - 大友龍三郎
サルガッソ事件の黒幕。
実体を持たないエネルギー状の超生命体で機械や物体に乗り移り、それを自身の身体とし、依代が失われても自身が無事ならば宿主を変えることで生き延びる。
元は隕石に憑依して、宇宙を流離っていたがサルガッソに衝突後、中枢コンピューターを介して、サルガッソを支配し、囚人たちを陰で操り、惑星狩りを開始させた。
サルガッソ囚人全滅後、サルガッソに調査に赴いたライナーチームとライアンを捕らえ、彼らを一時的に操り、救援に向かったダグシャドー、ダグサンダー、ガンキッドの前に差し向ける。その時は何もせずに彼らを解放し、全員が中枢コンピュータールームを訪れた際、自身の正体と地球を新たな依代にすることを告げた。8人を操っての同士討ちで動けなくさせて、吸収しようとしたがエンが超融合合体したダグベースの攻撃を受けて、ダグターボたちを救出されてしまい、サルガッソを破壊されてしまう。
しかし、施設内の掃除用ロボットに憑依して生き延び、ダグベースに乗って地球へ侵入。ライアンとガンキッドの旅立ちと入れ替わるように活動を再開し、強奪したファイヤーダグオンを依代として、地球をジェノサイド空間に包み込み、ダグ光波バリアが展開された山海市以外の人類を洗脳。融合を免れた人間たちもジェノサイド化した人間たちを使って、ジェノサイド空間に引きずり込ませて洗脳していった。エンのパワーダグオンが強制的に合体したスーパーファイヤーダグオンによって、地球との融合を解除された後、エンとの精神世界での戦いを展開し、最終的にはエンの捨て身の大気圏突破によるダメージと恐怖で消滅。

## ダグオンの戦力
作中に登場する装備やビークルについては段階が多いことから、ネーミングのルールについてはサンライズ側で考案・決定している。
ダグコマンダー
地球方面のダグオンが所持する、ブレスレット型の通信機。
本体には、ダグオンのエンブレムが配された銀色のカバーが被せられており、これを開くことでコマンダー同士やダグベースとの通信を行う。また本体自体も二重構造となっており、後述のダグテクター装着時にディスプレイと一体化した本体外側の部分をスライドさせることで、内側に配された星型のエンブレムが露出するようになっている。
テレビシリーズ最終回にて、このダグコマンダーだけはルナの計らいでエンたちの手元に残されており、これが後のOVAでの事件の際に再び活用されることとなる。
- 初期のデザイン段階では、本体のスライドギミックがなくカバーを開けるのみというスタイルや、カバーに配されたエンブレムの大きさなどが異なる案も提示されている。

ダグテクター
ダグオンが戦闘時に装着する強化服。「トライ・ダグオン」の掛け声と共に、ダグコマンダーの本体外側をスライドさせることで変身システムが起動。首から下にダグテクターが装着された後、最後に頭部がヘルメットで覆われ変身を完了する。
ギャラクシールナの場合はダグコマンダーではなく、胸部のクリスタルを使用し、ダグテクターも足下から順に装着されていく。
- 前年までのシリーズ作品で製作されていた、主人公勇者の着ぐるみに代わって本作品ではダグテクターのそれが製作され、前述の「ダグオンくらぶ」の他、児童誌の記事やアトラクション、それに玩具CMや「DX火炎合体 ファイヤーダグオン」の初回特典ビデオなどで、これらの着ぐるみが度々使用された。

ダグビークル
ダグオン専用のビークル群。製作と保有には本部の許可がいる。
大半のダグビークルは、ダグオンが融合合体することでロボット形態となる。地球方面のダグオンが使用するダグビークルの大半は、地球の乗り物をブレイブ星人がブレイブディメンジョンと呼ばれる異空間に引き込み、そこでスキャニングを行って製造した。以上の説明からも分かる通り、本作品に登場する巨大ビークルは一般の乗り物に擬態しているわけではなく、それらをモデルに作られた地球防衛用のマシンという設定になっており、元の乗り物には存在しないパーツのある機体が多い。機首から他の機体にエネルギーを分け与えることも可能だが、エネルギーを出し切るとエネルギー回復まで融合合体ができなくなる。
ファイヤーエン用のダグビークルは全機ともジェノサイド戦で失われ、その他のダグビークルもサンダーライ用とシャドーガード以外は、ライとルナが地球を去る際にブレイブディメンジョンに封印された。
ファイヤーエン
エンがダグテクターを装着した赤い戦士。その名の通り、炎を使った攻撃を主体とし、鳥型のファイヤーバードに変形することで飛行可能となる。
- デザインは当初炎や鳥だけでなく、太陽もモチーフに含む形で作業が進められており、後にモチーフの絞り込みや変形機構の追加などを経て決定稿に至った。ラフスケッチの中には、太陽を象ったゴーグルを大胆に配し、鳥型の剣を装備したものも存在する。

装備・技
エルボークロー
肘の爪を用いた肘討ち。
ショルダーバーン
両肩から発射する弾丸。
ファイヤーナックル
炎を纏ったパンチ攻撃。
ライオソード
ライアンが変形した剣。ファイヤーエンが使用する際には、彼に合わせて等身大サイズとなる。放送当時発売された「DXダグテクター1　ファイヤーエン」にも、同スケールのライオソードが付属している。
ファイヤーバードアタック
ファイヤーバード形態で炎を纏って突撃する。初陣であるサンドール星人（2体目）戦で決まり手となった他、第2話でのザゴス星人戦では炎を纏わずに使用したこともある。

ターボカイ
カイがダグテクターを装着した青い戦士。ライナーズのリーダーで自動車に関連した能力を持ち、脚部のタイヤにより高速走行も可能。宣伝記事でのキャッチフレーズは「神速の戦士」。
- デザイン作業の初期から、既にモチーフを車とすることは固まっており、ラフスケッチの中には決定稿にも引き継がれたタイヤやエキゾーストパイプなどの他に、信号の要素を含んだ案も存在する。

装備・技
ホイールキック
脚部のタイヤを回転させて放つキック。
シールドスモーク　
体の各部にあるパイプから煙を噴射し、敵を撹乱する。
ターボホイール　
刃が付いた巨大なタイヤ。飛行用の乗り物としても使用できる。
ターボホイールアタック
ターボホイールを回転させた状態で繰り出す突撃技。初陣であるサンドール星人（1体目）戦では決まり手となった。

アーマーシン
シンがダグテクターを装着した緑の戦士。全身に多数の銃火器を装備し、火力に優れた性能を発揮する。
- デザインの初期段階では、ミサイルが全身に放射状に配される形とされていたが、作業の進展につれてミリタリー的な方向へと整理されていった。胸部の4連装キャノンは、玩具に回転ギミックが盛り込まれるのを受けて考案されている。

装備・技
アーマーライフル
手持ちの銃火器。
ハンドミサイル
手首から発射する小型ミサイル。
ショルダーミサイル
左右の肩アーマーに、縦並びに2発ずつ配されているミサイル。
ブレストモーターキャノン　
胸部アーマーに装備された4連装のガトリング砲。「DXダグテクター3　アーマーシン」では、背中のスイッチ操作で回転するギミックが設けられている。

ウイングヨク
ヨクがダグテクターを装着した銀色の戦士。冷凍技を使用し、左右の翼のローターと両足のバーニアを用いての飛行能力による空中戦も得意としている。
- モチーフとして「翼」や「飛行機」を織り込むことは当初から決まっており、これに航空機のインテークファンや、「氷」をイメージする水晶状のパーツを加える形で決定稿に至った。

装備・技
クリスタルブーメラン　
結晶で構成されたブーメラン。
ブリザードハリケーン　
胸部のファンを高速回転させて放つ冷凍竜巻。「DXダグテクター4　ウイングヨク」では、背中のスイッチ操作で回転するギミックが設けられている。

シャドーリュウ
リュウがダグテクターを装着した紫色の戦士。俊敏な動きを活かしての隠密行動を得意とし、主に相手を撹乱させる技を得意とする。
- 「忍者」「竜」というデザインモチーフはデザインの初期から既に固まっている一方、クナイの配置や足回りの武器については様々な案が提示されている。

装備・技
シャドークナイ　
肘に備えた大型のクナイ。基部と刃は伸縮自在のワイヤーで繋がれており、状況に応じて刃を分離・射出することで「シャドービュート」としても使用することができる。
シャドー手裏剣　
両踝に装備している手裏剣。
大回転剣風斬　
独楽のように回転して、シャドークナイで切り裂く技。初仕様となったデスパルス星人戦では決まり手ともなった。「DXダグテクター5　シャドーリュウ」では、腰のスイッチ操作で上半身が回転するギミックが設けられ、この技を再現できるようになっている
シャドー手裏剣・白鳥の舞
水上で羽を広げる白鳥を思わせる動きから、シャドー手裏剣を放つ技。
ファイヤーナックル・シャドークナイ・ダブルアタック
ファイヤーエンとの合同技。ファイヤーナックルとシャドークナイを同時に放つ。カオス星人が操るVRドームから脱出する際に用いた。
大回転ハリケーン・ダブルアタック
ウイングヨクとの合同技。背中合わせの状態から回転を行い、大回転剣風斬の回転でブリザードハリケーンの竜巻を強化する。マウザー星人相手に使用したが、倒すまでには至らなかった。

ドリルゲキ
ゲキがダグテクターを装着した黒い戦士。持ち前の怪力を活かした格闘戦に長け、さらに両肩のアーマーで頭部を覆ったドリルモードへと変形することで、地底移動が可能となる。
- 当初からドリルモードへの変形ギミックを想定してデザインが起こされているが、肩アーマーについては変形パターンが異なる案も存在する。

装備・技
ドリルナックル
パンチ攻撃。
ロッククラッシャー
胸部のブロックから発射する光線。
ドリルクラッシュ
ドリルモードからの突撃技。初陣であるシード星人戦での決まり手となった。「DXダグテクター6　ドリルゲキ」では、腰のスイッチ操作で上半身が回転するギミックが設けられ、この技を再現できるようになっている。

サンダーライ
ライがダグテクターを装着した黄色の戦士。ファイヤーエンと同様に、鷲型のサンダーイーグルへの変形能力を有しており、これも含めて電撃を駆使した戦いを得意としている。
- デザインモチーフは「稲光」で、主に頭部周りの形状を中心に検討が重ねられている。

装備・技
サンダーサーベル　
稲妻を模した剣。
サンダーボウガン　
×字に組んだ腕から放つ2つの電流。パルス星人戦とゲドー戦で使用。「DXダグテクター7　サンダーライ」では実際にボウガン型の武器として付属し、サンダーサーベルを矢として発射することができるようになっている。
サンダークロー
腕の爪を用いた攻撃。
サンダーナックル
腕に雷を迸らせながら放つパンチ。
サンダーイーグルアタック
サンダーイーグルの状態で雷を纏いながら突撃する技。トラッカー星人戦で初使用するも通用しなかった。
ファイヤーバード・サンダーイーグル・ダブルアタック　
ファイヤーエンとの合同技。上下合体したファイヤーバード（上担当）とサンダーイーグル（下担当）から繰り出す炎と雷の螺旋体当たり。第44話でのゲドー戦で使用。

ギャラクシールナ
ルナがダグテクターを装着した桃色の戦士。剣による戦闘を主体としている。
装備・技
ルナティックレイピア　
口紅が変形した剣で、変身前でも使用可能。

### ファイヤービークル
ファイヤーストラトス
パトカーを元に生み出されたダグビークル。小回りやスピードに優れた性能の持ち主で、初登場の際に見せたように、ビルの壁面に垂直に張り付くようにして自在に走行することもできる。
発進口はとある道路に地下から繋がっており、出動の際には路面に設けられた隠し扉が展開、そこから飛び出すようになっている。また、ファイヤージャンボに運搬される際は中央部分に格納される。変身後はもちろん、変身前のエンもパトロールの際に運転したことがある他、自動操縦機能も備わっている。
第32話のデスコップ事件では、元となった車両とほぼ同じ形状をしていることから、警官に扮したエンとゲキによる囮捜査に用いられ、デスコップの攻撃でひっくり返され放置された際には、変形機構を応用しドア部分のみダグファイヤーの腕に変形させて起き上がることで危地を脱したこともある。
最終回ではモデルとなったパトカーが再登場し、エンのことで動揺しているカイがファイヤーストラトスと見間違えるという一幕も見られた。
- デザインモチーフには、イタリアのスポーツカーの一種であるランチア・ストラトスが採用されているが、採用が決まる以前に描かれたダグファイヤーのデザイン案の中には、ストラトスの意匠を含まない形のものも散見される。

装備・技
スパークフラッシュ
ヘッドライトから発射する光弾。
ダグファイヤー
ファイヤーストラトスが人形へと変形し、さらにファイヤーエンが融合合体することで完成する、赤い巨大ロボ。
作中にて最初に登場した融合合体ロボでもあり、融合合体時にはエンのみ、変形したストラトスの足下から巨大化しながら融合合体を行う形となっている。
胸部に配された、宇宙警察機構のエンブレム型の装甲が特徴の一つで、戦闘では攻防そしてスピードの各方面において、バランスの取れた性能を発揮する。飛行能力を有していないのが弱点であるが、作中では仲間との連携でこれをカバーすることもあり、第21話ではライオソード、第24話ではシャドードラゴン、第33話ではキッドファイターの背にそれぞれ搭乗・飛行を行っている。
ジェノサイドとの最終決戦で大破した後、胸部の装甲のみが発見され、サンダーシャトルに回収された。
- パトカーから連想される警察官の要素と、炎の要素とを盛り込む形でデザインが決定されている。胸の意匠は決定稿となったダグオンのエンブレムを取り入れたものの他、鳥のモチーフを配したものも存在するが、そちらは没となった後にファイヤーダグオンへと転用されている。

装備・技
ファイヤーブラスター
前腕の装甲内に収納されている熱光線銃。連射型の弾丸と、威力重視の弾丸の2種類を切り替えて発射することができる。初陣の相手である合体サンドール星人、それにザゴス円盤ロボ（3体目）のように、この銃による射撃が決まり手となったケースもある。通常は左腕から抜き出して使用することが多いが、デスコップパワード戦のみ右腕側に収納しているものも用いての二挺拳銃も披露している。
スターバーン
胸部のエンブレムから放つ、星と炎の複合光線。
ファイヤーナックル
拳から放つ火炎弾。
バーニングスターアタック
胸部から放つ火の鳥型のエネルギー弾。ザゴス円盤ロボとの初戦で使用。
胸部火炎
胸部から放つ炎。ガロン星人に使用。
ファイヤージャンボ
ジャンボジェットを元に生み出されたダグビークル。
機体の左右に搭載されたカーゴベイが大きな特徴で、これらと機体中央の格納スペースを活用し、ファイヤーストラトスを始めとするビークルの格納・運搬も担う他、前線基地形態ファイヤーベースへの変形機能も備えている。両翼に備わったエンジンは、ティルトウィングのように垂直にすることでホバリングも可能とする。発進ゲートは、山海高校の裏山の岩壁に隠されており、出動の際には地下からエレベーターでゲートまで移動した後、ゲート内から滑走路を伸ばして離陸する。
第30話にてアーク城を破壊する際、最後の手段としてエンの操縦により特攻を試み、これを撃墜することに成功するも相打ち同然に大破。直前に脱出したエンを残し、海中へと没していった。その後は新たに配備されたファイヤーショベルに主戦力の座を譲るものの、ファイヤージャンボ自体は第38話にて、ブレイブ星人の手により修復され復活。以降はスーパーファイヤーダグオンの中核として主に運用されることとなる。
- デザインモチーフにはボーイング777辺りの機体が採用され、極端に面積の大きい翼と、脚部になるカーゴベイを付加する形でまとめられている。ジャンボジェットが採用された理由について、玩具開発者は「大きくて子供にも分かりやすい」という点を挙げており、同時に玩具の箱を開けた際のインパクトも重視されている。

装備・技
光線
主翼のジェットエンジン4基から放つ光線。パイダ星人戦で使用。
ファイヤーラダー
消防車（梯子車）を元に生み出されたダグビークル。
通常はファイヤージャンボの右側のカーゴベイに格納されており、主に消火活動に従事する。
装備・技
放水
梯子の先端部が変形した放水口から発射。ガロン星人が引き起こした事件にて、火災を消火する際に使用。
ファイヤーレスキュー
救急車を元に生み出されたダグビークル。
通常はファイヤージャンボの左側のカーゴベイに格納されており、要救助者の運搬や治療を担う。
基本的にはファイヤーラダー共々自動操縦で動くが、第44話ではファイヤーエンが手動操縦したこともある。
装備・技
治療カプセル
車内に設置されている治療カプセルで、ダグテクターの修復も可能。ガロン星人戦で消耗したエンや、カオス星人戦で消耗したリュウの治療に使われた。
ファイヤーダグオン
ダグファイヤーを中核とし、ファイヤージャンボを始めとした3機のビークルが火炎合体することで完成する赤い巨大ロボ。
合体の際には、ファイヤージャンボがボディの大部分へと変形し、さらに左右の前腕へとそれぞれファイヤーレスキュー・ラダーが合体。そして胸部内のスペースへとビークル形態に変形したダグファイヤーが格納され、合体を完了する。この合体機構を活用し、第30話ではアーク城の攻撃で動きを封じられた際、分離してダグファイヤーとなり、アーク城内に潜入する離れ業も披露している。
空中戦に優れた性能を発揮し、単体でもサルガッソの宇宙人や巨大兵器を撃破できるだけの実力を持ち合わせているが、さらにライアンやガンキッドとの連携で、より強力な攻撃を繰り出すことも可能である。
初出は第2話のザゴス円盤ロボ戦で、以来ファイヤージャンボが戦線離脱するまでの間ダグオンチームの主戦力として数々の侵略者を撃破。後にファイヤージャンボの復活に伴って再度運用可能となるが、ファイヤーダグオンへの合体は復帰直後の第38話のみに留まり、以降は基本的にスーパーファイヤーダグオンの中核を担う格好となった。第47話では、地球に侵入したジェノサイドによってファイヤージャンボを奪われた挙句、ダグファイヤー抜きでファイヤーダグオンに合体され、地球融合の依代に悪用された。
装備・技
ジェットファイヤーストーム
主翼のジェットエンジン4基から放つ螺旋式の炎。
ジェットファイヤーミサイル
主翼のジェットエンジン4基から放つミサイル。
ファイヤースターバーン
頭部から放つ星形光線。キラード星人戦では石油タンクを取り込んだ状態の相手に放ち、これが体内の石油に引火・炎上する形で決まり手となった。
ファイヤーホールド
必殺技を使用する直前に放つ拘束光線。ファイヤーブレードの使用時は胸部から、ファイヤーライオソードの使用時は構えた剣の切っ先からそれぞれ放射され、相手の動きを封じる。このうち後者は、ライオソードを手にした際のエネルギーで全身が黄色の光に包まれ、それが切っ先へと流れていくというプロセスも挟まれる。
ファイヤーブレード
ファイヤーラダーの梯子に内蔵されている、伸縮式の剣。伸長させた刃にエネルギーを集中し、足の裏からのホバリングで突進しながら「フィニッシュ」の掛け声と共に、すれ違いざまに相手を十字に切り裂く。物語序盤の必殺技として多用されたが、アルマー星人には通用せず、2体目の戦闘では折れてしまい、以降は同時期に登場したライオソードが主に使用されるようになった。後に修復され、フェニックス星人戦でも使用されているが、最初は倒すことができたもの、強化復活後は受け止められてしまう。
ライオソード
ライアンが変形した剣。最初の使用は2体目のアルマー星人との戦闘時であるが、当初はあくまで剣の力に依存しているだけだったため、同じく剣の使い手であるワイルディーに惨敗を喫してしまう。これを受けて特訓を始めたエンは、紆余曲折を経て朝日山の薪割りから力の使い方を学び、リュウから渡された木刀で木の葉を切ることに成功。見事ライオソードを使いこなせるようになった。
ファイヤーライオソード
ライオソードを用いた必殺の剣技。前述の特訓を活かし、その場から動くことなく剣を大きく振り上げた後、相手を叩き割るように両断するのが基本的なパターンであるが、フェニックス星人（強化後）戦では突進しながら放ったこともある。また、再生アルマー星人戦では真剣白刃取りをされてしまう。
無限砲
ガンキッドが変形した大砲。敵であった頃は脅して使用し、小脇に抱えて発射したが、仲間となった後はキッドファイターから射出されたコネクタを介して右腰に装着。「ファイヤー」の掛け声で発射するようになる。
ファイヤーショベル
ショベルカーを元に生み出されたダグビークル。
第31話にて、ファイヤージャンボを失ったことでファイヤーダグオンになれず、クイーンザゴスに大苦戦するダグファイヤーの窮地を救うべく、ギャラクシールナが近くのショベルカーに直接手を加えて急場凌ぎで製作。このような経緯から、事前の許可を得ぬ形での制作となったものの、戦闘終了後に許可を取って、正式なダグビークルとして使用されることになった。
他のダグビークルと同様に、普段はダグベースに配備されているが、作中では発進シーンは描かれなかった。基本的には自動操縦で現場まで駆けつけるものの、第41話ではファイヤーエン自身の手で操縦されたこともある。
パワーダグオン
ダグファイヤーとファイヤーショベルが、剛力合体することで完成する赤い巨大ロボ。
合体の際には、バケット部分に乗ったダグファイヤーの号令の下、ファイヤーショベルが変形を開始。人型となった後に胸部内のスペースへとダグファイヤーを格納し、合体を完了するという点はファイヤーダグオンとほぼ同様であるが、その際ダグファイヤーはビークル形態に変形せずそのまま格納される。
ダグオンチームの合体ロボの中でも一、二を争うレベルのパワーの持ち主で、右腕に装備されたショベルアームを駆使した変幻自在な攻撃も得意とする。また、ファイヤーダグオンのような飛行能力を有していない代わりに、下半身のみビークル形態に戻したパワータンクモードに変形することができる。
作中での初出は第31話でのクイーンザゴス戦で、以降も物語最終盤までファイヤーダグオンに代わる主力として活躍。第43話では、宇宙に旅立つ前にガクに写真撮影をさせてあげたこともある。
- ファイヤーダグオンと同様に、わかりやすさを優先する形でモチーフにはパワーショベルを採用。パワータンクモードはタカラ側から「これを1回は出して欲しい」とオーダーされたものであるという。DX玩具は、実際に砂場でも遊べるような造りが志向されたが、胸部のデザインについては最後まで悩んだことを玩具開発者が後に語っており、鳥やライオンといった主だった動物はやり尽くした感があったため、恐竜という力強いモチーフが選ばれた。初期のデザイン画稿の中には、決定稿にもあるティラノサウルスの他にも、トリケラトプスの意匠を胸に配したものも存在する。

装備・技
パワーショベルアーム
右肩に装備された、大型のアーム。ファイヤーショベルのショベルアームを転用したもので、バケット部分は無限砲の反動を抑えるアンカーとして、そしてダグファイヤーの足場としても活用される他、以下の通り先端を換装することもできる。
パワークローアーム
パワーショベルアームの先端をクローに換装した形態。白熱化させることで岩石や鉄を握り潰すこともできる。
パワードリルアーム
パワーショベルアームの先端をドリルに換装した形態。破壊力に優れ、これを構えての突撃はクイーンザゴスへの決まり手ともなった。
ショベルアッパー
パワーショベルアームを用いたアッパー攻撃。以下の4つの技も含め、デスコップパワード戦にて使用。
ドリル落とし
パワードリルアームを上から下に放つ技。
ショベルシールド
パワーショベルアームを回転させて敵の攻撃を弾き返す防御技。他のアーム状態でも使用可能。
ファイヤークロー
エネルギーを纏ったパワークローアームで敵を握り潰す。デスコップパワード戦では頭部を捉えるも、技が決まり切る前に脱出されてしまう。
パワーニーキック
膝蹴り。
マグマブラスト
胸部の恐竜の口から放つ炎。サバラス星人を倒した。
パワースターバーン
頭部から放つ星形光線。パット星人の宇宙要塞の心臓部を破壊した。
ライオソード
ライアンが変形した剣。作中では2回装備しているものの、このうち一回は敵からの攻撃で不発に終わっている。
パワーライオソード十文字斬り
ライオソードで敵を十字に切り裂く技。ゲドーを倒した。
無限砲
ガンキッドが変形した大砲。ファイヤーダグオンの無限砲コネクタが外付け式だったのに対し、パワーダグオンの場合はルナがファイヤーショベルに改良を加えたことで、左肩に内蔵式のコネクタがあらかじめ設けられている。使用の際には、この内蔵コネクタを展開して無限砲に接続した後、さらにパワーバケットアームをアンカーとして地面に打ち込み、発射態勢へと移行。上面スコープを展開したガンキッドの「ターゲットマーク・セットオン」のかけ声に合わせて目標を捕捉し、「ファイヤー」の掛け声で発射する。
スーパーファイヤーダグオン
ファイヤーダグオンとパワーダグオンが、超火炎合体することで完成する赤い巨大ロボ。
合体の際には、ダグベースから照射される超火炎合体光波を浴びた後、パワーダグオンとファイヤージャンボがまず背中合わせに合体。その状態からファイヤージャンボが変形し、分離したパワーダグオンが背面・前腕・両足・胸部・頭部の強化パーツとしてファイヤーダグオンへ装着され、合体を完了する。また、合体時にはパワーダグオン内に格納されていたダグファイヤーもファイヤーダグオン側へと移動し、ファイヤーラダー・レスキューの2台も脚部内に収納される。
無限大のパワーをその体内に秘めた作中最強の勇者であり、融合しているエンがその力を引き出せば引き出すほどに、凄まじい力を発揮することができる。その反面、スーパーファイヤーダグオンとして活動する際にはエンに著しい体力の消耗を強いるため、戦闘終了後には彼が疲労のために意識を失ってしまうという難点も抱えている。このため、作中では正に万策尽きた際の、最後の切り札ともいうべき手段として使用され、最終回まで10話を切った第41話での初登場も相まって、登場回数もわずか3回のみに留まっているが、いずれの戦闘においてもゼルマー、マドーといった強敵を相手に、圧倒的な勝利を収めている。
一方で、最後の合体となったジェノサイド戦では地球と融合しつつあった相手を引き離すべく、依代とされていたファイヤーダグオンを巻き込んで強制合体に及ぶという変則的なパターンとなり、その決着も精神世界内で展開されるエンとジェノサイドの戦いにより、機体が自壊していった末に大気圏にて、離脱時の負荷によりジェノサイドもろとも爆発四散するという形とされた。
- 前述の通り、3回のみとなったスーパーファイヤーダグオンの出番であるが、これについてはタカラ側からも「3回は出して欲しい」との注文があったことを、後年監督の望月が証言している。わずかな出番ながらも、合体シーンには1,000枚以上の動画が使用され、さらにエリアル合成まで導入するなど力の入ったものとなっているが、フルバージョンでは1分あまりにもおよぶこの合体シーンは、初登場回以外では一部省略される形での使用となった。デザインはパワーダグオンと同時並行で進められ、胸部に鳥の意匠を盛り込むことは当初から決まっていたものの、その処理の仕方については様々に検討が重ねられている。

装備・技
パワーショベルアーム
パワーダグオンが使用するのと同一のもので、本形態では右肘に装備。
スーパーメガ光波
胸部のエンブレムから放たれる火の鳥型光波。他の勇者ロボの攻撃が一切通用しなかったゼルマーを一撃で倒した。
ライオソード
ライアンが変形した剣。
無限砲
ガンキッドが変形した大砲。ファイヤーダグオンと同様の方式で接続され、ライオソードと同時使用する際は左腰に接続する。ライオソードともども、単独で使用される機会はなかった。
トライアングルクリスマスビーム
ライオソードと無限砲を装備し、その状態で形成した三角形のエネルギーフィールドから放つ、赤・青・黄の螺旋光線。スーパーファイヤーダグオンの「鋼の体に熱き魂。不屈の闘志は勇者の証」とガンキッドの「三つの力、一つに合わせ、輝け」、ライアンの「奇跡のダグオンパワー」の口上の後に発射。マドーを倒した。
ネーミングについて、監督の望月はクリスマス商戦に合わせ、遊びで付けたものであろうと後に述懐している。

### ライナービークル
ターボライナー
新幹線300系電車（放送当時ののぞみ号）を模したダグビークル。
ターボライナーを初めとしたライナー型ダグビークルは全機ともに飛行能力を有し、ダグベース本体から発進。海に出た後に浮上。
巨大なタイヤの付いたフォーミュラカー型ブースターを装備している。ブースター部分にタイヤが1対ある関係から、新幹線部分の車輪は通常より1対減らされている。
第38話ではシュラの攻撃で火事となった病院のレスキュー活動をライナーズ全員で行い、ターボカイは入院患者の少女の救出に赴き、ターボライナー以外のライナー型ビークルは下部からの放水による消火活動を行った。
装備・技
タイヤ弾
ブースターの上面の発射口から放つタイヤ型弾丸。
光線
ライト部分から放つ光線。

ダグターボ
ターボカイとターボライナーが融合合体した青い巨大ロボ。第3話から登場。
融合合体場所は頭部であり、アーマー、ウイング、シャドー、サンダーも同様のプロセスを行っている。
機動力の高さとホイール攻撃を主体としている。バックパックをホバーボードにすることで空中や水上を自在に移動することも可能。
等身大のガロン星人との戦いで病み上がりのダグファイヤーの窮地がきっかけで融合合体に成功。第39話でのヒドー戦ではヒドーを圧倒して、角をもぎ取った。
全高：10.9m  重量：22.5t  走行速度：480.0km/h  跳躍力：135m  最大出力：28000BP
装備・技
ブレイクホイール
背中のタイヤが変形したトゲ付きタイヤを投げつける技。初使用ではガロン星人にトドメを刺した。
ターボピストンナックル
連続でパンチを放つ。ガロン星人戦で使用。
ターボダッシュ
バックパックをホバーボードにした状態から繰り出す体当たり。ヒュドロン星人率いる復活宇宙人軍団との戦いで使用。
ホイールボンバー
右腕の発射口から連続発射する小型タイヤ爆弾。ラドンパ星人戦で使用し、ラドンパ星人の宇宙船にダグシャドーのシャドーバルカンと共に放ち、宇宙船ごとラドンパ星人を撃破した。
弾丸
左腕から弾丸を連続発射する技。アルマー星人（1体目）との戦いで使用。

アーマーライナー
新幹線E1系電車（放送当時のMaxやまびこ号）を模したダグビークル。
多数の火器を搭載した戦車型のブースターを装備している。
装備・技
アーマーキャノン　
ブースターの左右に装備しているキャノン砲。
アーマーミサイル　
ブースターの後部上面に装備している4連ミサイルランチャー。
アーマーレーザー　
ブースターに装備されている2門小型レーザー砲で中央上面に1つ、下部上面に2つ、計6門装備されている。

ダグアーマー
アーマーシンとアーマーライナーが融合合体した緑の巨大ロボ。第3話から登場。
重火器を用いた射撃戦を主体としつつ、パイロットのシンの身体能力により格闘戦にも秀でる。ダグドリルが登場するまでは最大の馬力を持つという位置付けであった。
等身大のガロン星人との戦いで病み上がりのダグファイヤーの窮地がきっかけで融合合体に成功。
全高：10.7m  重量：26t  走行速度：170.0km/h  跳躍力：120m  最大出力：33000BP
装備・技
アーマーバルカン　
頭部のバルカン砲。
アーマーキャノン　
アーマーライナーと同一のもので背中に装備。
アーマーミサイル　
アーマーライナーと同一のもので背中に装備。
アーマーレーザー　
アーマーライナーと同一のもので背中に装備。
ファイナルバスター　
全身の火器を一斉発射する。初使用のガロン星人戦では腕を破壊。サキュバス戦では決め手になった。
グラビトンキック　
ジャンプ後に放つキック。サキュバス戦ではサキュバスの胴体を貫いた。

ウイングライナー
新幹線400系電車（放送当時のつばさ号）を模したダグビークル。
巨大な翼を持つブースターを装備。
装備・技
クリスタル弾
後部上面の2門の発射口から放つクリスタル型弾丸。
フリーズビーム
グラス上部の2門の発射口からから放つビーム。

ダグウイング
ウイングヨクとウイングライナーが融合合体した銀色の巨大ロボ。第3話から登場。
融合合体ロボの中では最高の飛行速度を持つ。
等身大のガロン星人との戦いで病み上がりのダグファイヤーの窮地がきっかけで融合合体に成功。バード星人戦とパイダ星人戦では敵の最大の武器を封じて弱体化させた。
全高：10.7m  重量：19.5t  走行速度：180.0km/h  飛行速度：M3.2  最大出力：25000BP
装備・技
クリスタルカッター　
腕部に備えたクリスタル型の刃。飛び道具としても用いる。パイダ星人戦では力の源である羽根を破壊した。
フリーズビーム
ウイングライナーと同一のもの。
ブリザードタイフーン　
ブリザードハリケーンの強化版で両肩のファンから放つ冷凍竜巻。初使用のガロン星人戦では相手を凍結させて、ダグターボとダグアーマーに勝機を与えた。
翼の刃
空中ですれ違い様に背中の翼で相手を切り裂く攻撃。バード星人の翼を切断した。

ドリルライナー
C62形蒸気機関車を模したダグビークル。第19話から登場。
交通博物館の機関車を基に造り出され、最初は基になった機関車と変わらぬ形状をしていたがドリルゲキ誕生に伴い、真の姿を見せる。
後部ブースターがドリルになっており、これを車両前部に装着したアタックモードに変形することで地底移動が可能になる。
メカージュ星人戦ではガクの「他のライナーと連結してみたらどうだろう？」という言葉をヒントにドリルライナー・アタックモードを先頭にして、4機のライナーが連結。出力を高めることに成功した。
装備・技
ドリルクラッシュ（ドリルライナー仕様）
アタックモードのドリルを用いての体当たり技。初使用時はドランゴランへの決め手になった。マドー戦では重力波発生装置を破壊。
ドリルパルサー
機首上面の左右のドリルから放つ光線。
ドリルミサイル
機体底面から放つ3連装ミサイル。

ダグドリル
ドリルゲキとドリルライナーが融合合体した黒い巨大ロボ。第20話から登場。
コクピットと胸部の位置が異なるため、融合合体はドリルゲキがドリルライナーの前方まで移動し、フロントが変形した胴体から行う。
パワーに秀でており、バックパックと両肩のパーツを胸部に集めることでドリルアタックモードとなる。
ドリルライナーのドリルクラッシュでも破壊できないヌーベル星人のクリスタルで覆われてしまった町を救いたい一心で融合合体に成功。
全高：10.8m  重量：32t  走行速度：150.0km/h  跳躍力：110m  最大出力：42000BP
装備・技
ドリルパルサー（ダグドリル仕様）
ドリルライナーと同一のものでダグドリルの場合、頭部の両面に備えている角から放つ。
ロックバスター
額の結晶から放つ連続光弾。
ドリルクラッシュ（ダグドリル仕様）
ドリルアタックモードにおいて、螺旋型エネルギーを纏い、体当たりを行う。初使用時はヌーベル星人を宇宙船ごと倒した。

ライナーダグオン
ライナーズの初期メンバー3体が重連合体した巨大ロボ。第4話から登場。
ダグターボは頭部・胴体・左腕、ダグアーマーは右肩・右腕・右脚、ダグウイングは左肩・左脚・バックパックを構成。頭部のデザインはダグターボ、ダグアーマー、ダグウイングの特徴を合わせた形状をしている。合体開始時に3体は手を重ね合わせ、合体完了する際のポーズと背景には独自のものが用いられている。
ダグターボの機動力、ダグアーマーの火力、ダグウイングの飛行能力と冷凍能力を駆使する。メイン人格はカイ。
デスパルス星人が発生させた津波から山海市を守りたい一心で初合体を果たし、町を救う。しかし、シンは「合体したら俺とヨクはお前の手足にすぎない」とカイに反発するようになり、合体を拒絶。単独行動で巨大独楽に閉じ込められてしまうが身体を張って、巨大独楽の動きを止めてくれたダグターボの行動に心打たれたことで「俺の命、お前に預ける」とライナーダグオンへの合体のコンプレックスを克服した。追加メンバーのダグドリルが他の3人とは別行動を取ることがあったため、スーパーライナーダグオンに合体できるようになってからもライナーダグオンに3回合体している（第32話・第35話・第45話）
全高：20.5m  重量：68t  走行速度：450.0km/h  飛行速度：M5.0  最大出力：265000BP
装備・技
ターボホイールカッター
ダグターボのバックパックで構成された左腕から放つタイヤ攻撃。
アーマーバスター　
ダグアーマーのバックパックで構成された右腕から放つ火器攻撃。初使用時はライナーブリザードで凍らせた津波を破壊した。
ライナーブリザード　
高速回転して作り出した4つの冷凍螺旋で相手を凍らせる技。ライナータックルへの繋ぎ技としても用いられる。初使用時はデスパルス星人が起こした津波を凍らせた。
ライナーブリザード（胸部）
胸部から冷凍螺旋を1つだけ放つライナーブリザード。出しやすさに優れている。
ライナータックル　
高速回転によるエネルギーを纏った状態から体当たりを行う必殺技。デスパルス星人の宇宙コマやバード星人を倒した。

スーパーライナーダグオン
ライナーダグオンとダグドリルが超重連合体した巨大ロボ。第21話から登場。
ダグドリルは右肩ドリル・胸部左右の増加パーツ・足パーツを構成。合体開始時に4体が腕を重ね合わせ、合体が完了すると順番にダグターボ、ダグアーマー、ダグウイング、ダグドリルの融合合体完了ポーズを取る。
パワー面を中心に強化されており、足の裏から下駄の歯のような突起を出して滑り止めとすることもできる。メイン人格はライナーダグオン同様にカイが担当。
ダグオンに倒されてきた宇宙人を強化させて復活させたヒュドロン星人との戦いでライナーチーム以外のダグオンが捕らわれて窮地に陥った中、ゲキの思いつきにより試行して初合体を果たした。
全高：24.5m 重量：110t  走行速度：520.0km/h 飛行速度：M10  最大出力：400000BP
装備・技
ターボホイールカッター
ライナーダグオンと同じ。
アーマーバスター
ライナーダグオンと同じ。
ライナーブリザード。
ライナーゲキック
足の裏から突起を出して繰り出す蹴り技。
スーパーロックバスター
胸部左右のウイングから発射する収束式光線。
ライナータックル
スーパーライナークラッシュ
回転させた右肩のドリルから螺旋式ビームを放つ必殺技。ヒュドロン星人（合体）や囚人ロボを倒した。ヒュドロン星人戦ではヨクの「必殺」シンの「スーパー」ゲキの「ライナー」カイの「クラッシュ」と順に発声しながら放った。

### シャドービークル
シャドージェット
F-15イーグルを模したダグビークル。
ダグベースから近くの滝壷にカタパルトごと移動して垂直発進する。
第30話ではエネルギーを消耗したために無限砲を発射できないガンキッドを回復させるべく、ライナーチームのダグビークルと共にエネルギー供給を行った。
装備・技
シャドーバルカン
中央部上面左右に備えているバルカン砲。
ダグシャドー
シャドーリュウとシャドージェットが融合合体した紫の巨大ロボ。第6話から登場。
機首が分離した後に出現する頭部からシャドーリュウが融合合体を行うことで完成する。
カオス星人との直接対決でファイヤーエンの窮地から融合合体に成功。
全高：10.8m 重量：18.0t 走行速度：190.0km/h  飛行速度：M1.9  最大出力：29000BP
装備・技
名刀カゲムラサキ
シャドージェットの機首を鞘とする刀。飛竜を倒した。
シャドー手裏剣（ダグシャドー仕様）
両肩に備えている手裏剣。
シャドークロー
肘に備えている爪。射出式アンカーにもなる。キラード星人戦では石油タンクを取り込んだことで動きが鈍ったキラード星人の動きをさらに抑えるために使用し、ファイヤーダグオンに勝機を与えた。
シャドーバルカン
シャドージェットと同一のもので背中から放つ。ラドンパ星人戦ではラドンパ星人の宇宙船にダグターボのホイールボンバーと共に放ち、ラドンパ星人ごと宇宙船を撃破した。
シャドー・絶対拘束剣
ドラゴンプラズマバーンへの繋ぎ技。カゲムラサキを用いて、天の字が浮かぶ青い光、地の字が浮かぶ緑の光、人の字が浮かぶ赤の光を目前に出現させ、それが集束した黄色いプラズマを剣閃に乗せて放ち、対象を黄色いエネルギーフィールドで拘束・浮上させる。カオス星人戦で使用。
シャドーショット
胸部の龍の目から放つ光線。メカージュ星人との初戦で使用。
光弾
胸部の龍の目から放つ光弾。アルマー星人（1体目）戦で使用。

シャドードラゴン
ダグシャドーが変形した龍型ロボ。第6話から登場。
装備・技
ドラゴンプラズマバーン
光を纏いながら突進。途中で後方離脱して、シャドードラゴンを象った光弾のみを飛ばす。カオス星人を倒した。
シャドーバルカン
ダグシャドー同様に背中から放つ。

シャドーガード
ダグオンをサポートする動物型の巨大メカ。
言語を使っての疎通こそできないものの意思を持っており、いずれも人型のロボットモードへの変形機能を有する。普段はカードの姿でシャドーリュウが携帯しており、必要に応じて実体化。アニマルモード時はシャドーリュウを背中に乗せることもある。
第1話から登場したがロボットモードの登場は第6話のみ。

ガードタイガー
虎型のシャドーガード。パワーに優れる。体色は黄色。
第15話ではシャドーリュウと共にエリカも乗せた。マウザーロボ戦ではネコ科であることを活かし、シャドーダグオンが自らこれを分離させて、マウザー星人への威嚇に成功。
装備・技
タイガークロー
アニマルモード時に使用する爪。
シャドーキャノン
腰に装備している光線砲。ロボットモード時は背中に装備。
光線
ロボットモードの目から放つ光線。

ガードウルフ
狼型のシャドーガード。スピードに優れる。体色は緑。
第6話ではファイヤーエンを乗せた。
装備・技
ウルフファング
アニマルモード時に使用する牙。
シャドーキャノン
腰に装備している光線砲。ロボットモード時は背中に装備。
光線
ロボットモードの目から放つ光線。

ガードホーク
鷹型のシャドーガード。持ち前の飛行能力を活かし、空中からの攻撃や偵察に用いられる。体色は青。
第14話ではシャドーリュウと共にマリアを乗せ、第47話ではジェノサイド空間に飲み込まれかけたエンをリュウと共に救出し、ダグ光波バリア内に避難した。
装備・技
ホークカッター
尻尾を構成している刃。
ホーク手裏剣
ホークカッターが変形した手裏剣。ロボットモードにおいて使用。
オーラの鳥
ロボットモード時の技。胸部から鳥型のオーラを放つ。カオス星人の刺客であるサソリ型モンスターとの戦いにおいて、ガードタイガーとガードウルフの光線の後に放ち、モンスターを倒した。
合同回転攻撃
ガードホークを中心とした合同技。ロボットモードで相手の周囲を囲んだ状態から高速回転し、ガードホークが飛び出して、攻撃を行う。カオス星人の刺客であるサソリ型モンスターとの戦いにおいて、ファイヤーエンとシャドーリュウを救出するために用いた。

シャドーダグオン
ダグシャドーとシャドーガードが機獣合体（きじゅう-）した紫の巨大ロボ。ダグシャドーは胴体と脚部、ガードタイガーは左腕と左足、ガードウルフは右腕と右足、ガードホークは翼を構成。第7話から登場。
小型ブラックホール艦との戦いでシャドーガードの導きで初合体を行う。

全高：20.3m  重量：63.6t  走行速度：420.0km/h  飛行速度：M5.2  最大出力：255000BP
装備・技
名刀カゲムラサキ
ダグシャドーのと同一のもので腰の後ろに装備。
シャドー大手裏剣
ガードホークの尾羽が変形した手裏剣。
光弾
胸部の龍の目から放つ光弾。アルマー星人（2体目）相手に使用。
分身の術
4体に分身して、敵を錯乱する。マウザーロボ戦で使用。
シャドーガンビーム
胸部の龍の目から放つビーム。
シャドービュート
両手から射出する鞭。フェニックス星人（強化）戦で使用。
シャドーキャノン
ガードタイガーとガードウルフの武器で両脛から放つ。
シャドー大砲術
シャドージェットの機首を抱えて、ビームを撃つ。
シャドー・牙王斬り
カゲムラサキで敵を素早く斬り刻む。小型ブラックホール艦、マウザーロボ、囚人ロボを倒した。自ら左腕（ガードタイガー）を切り離していたため、隻腕の状態でこの技を内部から放ち、愚の文字を描いた。

### サンダービークル
サンダーバイク
サイドカーを模したダグビークル。第35話から登場。
他のダグビークル同様に地球の乗り物から製造されたと思われるが製造過程は描かれておらず、ダグベースに発進設備も設けられていない。資料によっては、サンダースロットルと呼称されることもある。
普通のサイドカーと変わらぬ外見をしていることもあり、ライは通学を初めとした日常生活でも用いている。第37話ではサイド部分に戸部姉弟を乗せた。

ダグサンダー
サンダーライとサンダーバイクが融合合体した黄色い巨大ロボ。第35話から登場。
普段のサンダーバイクは小型だが融合合体時には他の融合合体形態とサイズが同じになる。
サバラス星人戦で初陣を飾る。第46話でサルガッソに赴いた際には案内役を務めた。
全高：10.6m  重量：19.0t  走行速度：220.0km/h  跳躍力：165m  最大出力：24000BP
装備・技
ボルトシュート　
両手から広範囲に向けて放つ電撃。サバラス星人戦ではサバラス星人の水宇宙船を内部から破壊した。
サンダーバーン　
胸部のエンブレムから発射する光線。トラッカー星人戦で使用。
デンゲキック　
雷を帯びたキック。トラッカー星人戦で使用。
サンダースラッシュ　
両手にエネルギーを集めて雷の刃を作り、敵を切り裂く。トラッカー星人の両腕を切断。

サンダーシャトル
スペースシャトル・オービターを模したダグビークル。第34話から登場。
サンダーバイク同様に製造過程は描かれておらず、ダグベースに発進設備も設けられていない。
サンダーバイクの母艦も兼ねており、中央部に格納。ファイヤージャンボの背面とジョイントすれば、シャトル輸送機形態になる。
パット星人との戦いの末に大気圏で燃え尽きかけたパワーダグオンの窮地を救った際に初めて姿を現すが、そのときは辞令が下りる前だったので何も言わずに去っていった。第48話では、ジェノサイドとの戦いで消息を絶ったエンの行方を追う中、大気圏外に漂っていたダグファイヤーの胸部装甲を回収した。エン生還後、ライとルナを乗せて、宇宙に帰還。
装備・技
電流
機首から放つ電流。サバラス星人の宇宙船を攻撃する際に使用。

サンダーダグオン
ダグサンダーとサンダーシャトルが雷鳴合体した黄色い巨大ロボ。第36話から登場。
ダグサンダーの「Come here!（カム ヒア！）、サンダーシャトル！」の指示で降臨したサンダーシャトルが変形した身体にダグサンダーが背部パーツになることで合体完了。頭部は兜を模しており、額には三日月型のエンブレムが備わっている。
パルス星人戦で初陣を飾る。以降は第37話・第39話・第42話のみ登場。第42話ではワルガイア三兄弟の総攻撃において、仲間たちが身動きすることができない中でも孤軍奮闘し、マドーとゲドー相手に立ち回った。
全高：20.7m 重量：58.5t 走行速度：440.0km/h 飛行速度：M5.8 最大出力：270000BP
装備・技
サンダーランサー　
胸部に収納された槍。二つ又で刃は雷の形状をしている。避雷針のようにして、槍に雷を落とすこともでき、トラッカー星人を撃破する際に用いられた。一部媒体では、サンダージャベリンと表記されている。
サンダーガン
サンダーシャトルの垂直尾翼が変形した銃。
ジョイントライフル　
サンダーシャトルの着陸脚が変形した銃。
サンダーライフル　
サンダーガンとジョイントライフルを合体させた銃。サンダーガンはトリガー部分、ジョイントライフルは銃身を構成。
ランサーフィニッシュ　
サンダーランサーで下から上に真っ二つに切り裂く。パルス星人を撃破。
ムーンカッター　
頭部の三日月型のエンブレムから発射する三日月型の回転光線。パルス星人戦で使用。
スパークサンダー
胸部より放つ電撃光弾。

### その他
ライアン
全高：10.7m 重量：18.5t 走行速度：190.0km/h 跳躍力：160m 飛行速度：M3.5（剣形態時） 最大出力：30000bP
戦闘においては、基本形態である人型のロボットモードから、ライオソードと呼ばれる長剣を模した形態に変形。伸縮自在であるという特性も生かし、等身大から巨大戦を問わず活躍することができる。
作中では基本的に、ファイヤーエンと彼のロボの武器として用いられているが、例外として、第46話にてサルガッソに赴いた際、先のマドー戦での消耗によりエンが不参加であったため、代わりにスーパーライナーダグオンがライオソードを装備したこともある。
元々、ライオソードはシャドーダグオンのパワーアップ用に考案されたものであるが、ガンキッドと同様になりきり玩具化されていることから、主人公であるファイヤーエンが持つ方がいいということになり、結果ファイヤーダグオンの専用武器に変更されたという経緯を持つ。
装備・技
ライアンバルカン
両腕に内蔵されたバルカン砲。使用の際には、手首と入れ替える形で砲身を伸長させる。
ライアンフレア
胸部のライオンの口から放つ火炎放射。
ライオソード突撃
ライオソード形態で突撃して切り裂く技。アルマー星人（1体目）とアーク星人を撃破した。
反物質反応炉
体内に備えている炉心。これを用いての自爆も可能で、ライアンはアーク星人を倒すために使おうとしていたが、最終的には生きて勝利することを決意し、結果的には使われず終いとなった。

ガンキッド
基本形態のロボットモードを初め、戦闘機形態キッドファイター、戦車形態キッドタンク、大砲形態無限砲への4段変形機能を有している。無限砲はファイヤーダグオンとパワーダグオンと2体が合体したスーパーファイヤーダグオンの武器として運用される。
クイーンザゴス軍の円盤ロボットとの戦いではファイヤーダグオンが失われていたため、スーパーライナーダグオンとシャドーダグオンの2体で使用し、発射の反動で全員吹き飛びながらも、円盤ロボットを倒すことには成功した。
全高：10.1m  重量：27.5t  走行速度：160.0km/h  跳躍力：130m  飛行速度：M2.3（キッドファイター時）  最大出力：36000BP
装備・技
光線
キッドファイターとキッドタンクの中央銃口から放つ光線。メカージュ星人が自分の根を張るための荒野を作り出す際に使用した。ダグオンの敵だった頃はキッドタンクの状態でも放とうとした。
キッドバルカン
両肩に装備しているバルカン砲。キッドファイターとキッドタンクの際は中央部側面に装備。
超音波
泣き声から発せられる超音波で妨害電波にもなる。

ダグベース
ダグオンの基地。普段は山海高校の裏山内に隠されている。
基本形態のロボットモード、ライナー型ダグビークル発進用の基地モード、航行用の空母モードの3形態を有する。空母モードはサルガッソを迎撃すべく、宇宙に向かう際に初めて用いられた。
ダグビークルの修復・ダグオン同士の通信・各システムの解析・患者の治療・ダグオンの捕捉に使用されるが宇宙警察機構カリキュラムNo.オメガ331に従っての精神波を用いることで真の力を発揮。防衛システムとして、封鎖用隔壁や防御用レーザーが備わっている。
ヨクの頭脳をもってしても真の力を引き出せずにいたがダグオンになる前のゲキのデタラメな操作で動いたことがある。精神波を使えるライが着任したことで真の力を容易に使えるようになった。
ジェノサイド戦において、エンが空母モードと超融合合体したことで隠されていた戦闘モードに変形。ロボットモードの目の部分にあたる窓がスライドして目が出現し、戦闘スタイルも格闘戦が主体となる。ジェノサイドに捕らえられていた仲間たちを救出し、彼らも超融合合体したことで出力を高めた状態から、サルガッソを破壊した。
ジェノサイドとの最終決戦ではダグ光波バリアで山海市だけはジェノサイドの地球融合から守るがフルパワーでの継続使用でオーバーヒートを起こし、バリアを張った状態で超火炎合体光波を放射した直後に限界を迎えて爆発四散した。
装備・技
ダグウェーブ
掌から放つ光線。円形状の攻撃用光線だけでなく、解錠や拘束といった多彩な機能を持つ。解錠式は第38話でアーク星人が作り出した疑似ブラックホール装置に使用し、拘束式は第41話でゼルマーの動きを一時的に止める際に使用した。攻撃式は第46話でサルガッソを内部から破壊する際に使用。
長距離用ビーム
胸部から放つビーム。第16話でザゴス光波ミサイルを破壊。
ダグ光波バリア
周囲の攻撃や侵食を防ぐバリアを全身から展開。ジェノサイドの完全な地球融合を防いだ。
超火炎合体光波
スーパーファイヤーダグオンの合体用光波で球体の形状をしている。前に伸ばした両腕の間に精製・射出。空母モードでは機首から発射。
アンカー
空母モードで使用する4本のアンカーで左右の発進ゲート（基地モードの両肩）上部から放つ。第45話において、火星のマグマへの落下阻止に使用し、ライアンとガンキッドもアンカーを支えた。
救出光線
胸部から放つ光線で対象を光の球体に保護・回収する。ジェノサイドに捕らわれているダグターボたちを救出しつつ、彼等も超融合合体に加えた。
ルナ専用ダグビークル
鳥類と戦闘機を模したダグビークル。
宇宙空間でのクイーンザゴス軍との戦闘で損傷。地球に不時着後、ダグベースで修理を受けるが修理が終わる前にクイーンザゴス軍が本格的に活動開始した為、ルナはファイヤーストラトスの助手席に座り、現場に赴いた。クイーンザゴス軍との戦いの最中、修復を終えた本機に乗り込んだギャラクシールナはブレイブディメンジョンを形成して、ファイヤーショベルを作り出す。クイーンザゴス撃破後、宇宙警察機構本部に戻る途中、地球に向かっている最中のヒドーに破壊されてしまう。
装備・技
光線
左右の翼に一門ずつ備えている光線砲から放つ。宇宙空間において、クイーンザゴス船に使用。
ワープ
宇宙空間を超光速航法する。クイーンザゴス船を追いかける際に使用。
ブレイブディメンジョン
ブレイブディメンジョンを展開。クイーンザゴスの攻撃からダグファイヤーを救出しつつ、ショベルカーをファイヤーショベルに改造するために用いた。

## 主な舞台
山海市（さんかいし）
静岡県にある架空の都市。自然に恵まれており、近くには山や海がある。
ジェノサイドによる地球との融合が行われた際、ダグベースから放たれたダグ光波バリアで山海市だけは完全な融合を免れた。
山海高校
山海市にある高校。
斜面に建てられた校舎が特徴で裏手には広大な山地がある。自由な校風がモットーゆえに私服による通学も可能で生徒に対する制約は少ない。
ワルガイア三兄弟のゲドーとマドーの二人がブレイブ星人を攻撃した際に広範囲が巻き添えとなり、校舎は半壊。本校の裏山にダグベースがあることからダグ光波バリアにより、ジェノサイドの地球融合から逃れた人々はダグオンの誘導の許、バリアの中央である校舎に避難した。なお、続編のOVAでは校舎は修復されている。
超常現象研究会部室
校舎から離れた場所にある平屋建ての建物。
超常現象球界の部室であるにもかかわらず、ダグオンチームが休憩場所や作戦会議室として使っていることも多い。学園祭ではお化け屋敷として用いられ、マリアはピエロ風のお化け、エンはドラキュラ、ゲキはフランケンシュタイン、ガクはカッパ、途中参加の朝日山校長はのっぺらぼうに扮した。
ワルガイア3兄弟の侵攻でブレイブ星人が倒された際のエネルギーで全壊し、床だけが辛うじて残る有様となる。
風雲高校
山海市にある高校。
制服は学ランで学生寮もある。
宇宙監獄サルガッソ
宇宙警察機構に逮捕された凶悪宇宙人を収監していた巨大施設。
囚人は疑似ブラックホールの牢獄に収監され、ガードロイドやメンテナンスロボといった無人機の手で管理されていたが宇宙嵐に起因する故障を機に囚人たちに制圧され、彼らの惑星狩りの拠点となってしまう。
宇宙嵐の際にジェノサイドが小惑星に憑依して外壁を突き破って施設の内部に侵入し、中枢を支配して囚人たちを全て操っていたことが真相であり、最終的にはダグベースに内部から破壊された。

## スタッフ
- 企画 - サンライズ
- 原作 - 矢立肇
- シリーズ構成 - 荒木憲一
- キャラクターデザイン - オグロアキラ
- メカデザイン - 大河原邦男
- デザインワークス - やまだたかひろ
- 美術監督 - 岡田有章
- 色彩設計 - 甲斐けい子
- 撮影監督 - 松沢宏明、森夏子
- 音響監督 - 千葉耕市
- 音楽 - Edison
- 監督 - 望月智充
- プロデューサー - 加古均（名古屋テレビ）、本名洋一[注 40]、小原麻美（東急エージェンシー）、吉井孝幸[注 40]、高森宏治（サンライズ）
- 制作 - 名古屋テレビ、東急エージェンシー、サンライズ

## 主題歌
オープニングテーマ「輝け!!ダグオン」
作詞 - 谷穂ちろる / 作曲・編曲 - 矢野立美 / 歌 - Nieve
勇者シリーズの主題歌としては初の男性ボーカル（EDでは『勇者特急マイトガイン』の後期が最初）。Bメロで番組タイトルがクレジットされる、珍しいパターンを取る。また、第31話からアニメーションが変更された際、メカニックのアクションなど一部に効果音が付くようになった。「輝け!!ダグオン」の英語バージョンの「WE ARE DAGWON」が存在し、作中でも第11話での変形合体シーンを始め、度々挿入歌として使用された。
エンディングテーマ「風の中のプリズム」
作詞 - 谷穂ちろる / 作曲・編曲 - 矢野立美 / 歌 - Nieve
オープニングテーマと同様に英語バージョンの「PRISM IN THE WIND」が存在する。また、オープニング同様31話からアニメーションが変更されている。
ラジオドラマ主題歌
オープニングテーマ「Oh! My Dream」
作詞 - 谷穂ちろる / 作曲・編曲：矢野立美 / 歌 - 石原慎一
石原はテレビ版の挿入歌「炎の勇者! ファイヤーダグオン」の歌唱も担当。
エンディングテーマ「君に贈る声援（エール）」
作詞 - 谷穂ちろる / 作曲・編曲：矢野立美 / 歌 - 河合夕子

## 各話リスト
| 話数 | サブタイトル                                               | 脚本            | 絵コンテ     | 演出     | 作画監督            | 放送日                                                              |
| ---- | ---------------------------------------------------------- | --------------- | ------------ | -------- | ------------------- | ------------------------------------------------------------------- |
| 1    | 誕生!勇者高校生 宇宙砂塵サンドール星人登場                 | 荒木憲一        | 望月智充     | 谷口悟朗 | オグロアキラ        | 1996年 2月3日 （ABCのみ2月2日）                                     |
| 2    | 空中都市作戦 宇宙蟻ザゴス星人登場                          | 荒木憲一        | 己葉新樹     | 己葉新樹 | 久行宏和 (中村プロ) | 2月10日 （ABCのみ2月9日）                                           |
| 3    | ダグファイヤー戦闘不能 液体生命体ガロン星人登場            | 荒木憲一        | 菊池一仁     | 菊池一仁 | 佐々門信芳          | 2月24日 （ABCのみ2月16日）                                          |
| 4    | 最終兵器を破壊せよ 宇宙仙人デスパルス星人登場              | 荒木憲一        | 杉島邦久     | 杉島邦久 | 寺岡巌              | 3月2日 （ABCのみ2月23日）                                           |
| 5    | ファイヤーダグオン発進せず 宇宙電人エレクトロン星人登場    | 川瀬敏文        | 南康宏       | 南康宏   | 門智昭 室井聖人     | 3月9日 （ABCのみ3月1日）                                            |
| 6    | ゲームオーバー 宇宙幽霊カオス星人登場                      | 荒木憲一        | 谷口悟朗     | 谷口悟朗 | 柳沢テツヤ          | 3月16日 （ABCのみ3月8日）                                           |
| 7    | サルガッソの謎 看守ロボガードロイド登場                    | 荒木憲一        | 日高政光     | 日高政光 | オグロアキラ        | 3月23日 （ABCのみ3月15日）                                          |
| 8    | キケンな眠り 爆睡宇宙獣モグネール登場                      | 菅良幸          | 菊池一仁     | 菊池一仁 | 寺岡巌              | 3月27日 （ABCのみ3月22日）9話以降もABCのみ1日先行放送（46話を除く） |
| 9    | 昆虫大パニック 宇宙鳥人ガラバード星人登場                  | 北嶋博明        | 杉島邦久     | 杉島邦久 | 佐々門信芳          | 3月30日 （ABCのみ3月29日）                                          |
| 10   | 強さを我が手に 吸収宇宙人キラード星人登場                  | 山田靖智        | 南康宏       | 南康宏   | 室井聖人            | 4月6日 （ABCのみ4月5日）                                            |
| 11   | 復讐の10万光年 宇宙皇帝アーク星人 宇宙剣士ライアン登場     | 荒木憲一        | 谷口悟朗     | 谷口悟朗 | 柳沢テツヤ          | 4月13日                                                             |
| 12   | 新たなる仲間 鋼鉄宇宙人アルマー星人登場                    | 川瀬敏文        | 己葉新樹     | 己葉新樹 | 寺岡巌              | 4月20日                                                             |
| 13   | 炎の新必殺剣 銀河獣人ワイルディー登場                      | 菅良幸          | 菊池一仁     | 菊池一仁 | 植田洋一            | 4月27日                                                             |
| 14   | 心優しき宇宙獣 星獣グリフィン 星獣使いロッド星人登場       | 山田靖智        | 杉島邦久     | 杉島邦久 | 佐々門信芳          | 5月4日                                                              |
| 15   | 暴走ダグアーマー 宇宙魔女サキュバス登場                    | 北嶋博明        | 南康宏       | 南康宏   | 室井聖人            | 5月11日                                                             |
| 16   | 閃光のダグベース 宇宙蟻ザゴス星人登場                      | 荒木憲一        | 谷口悟朗     | 谷口悟朗 | 寺岡巌              | 5月18日                                                             |
| 17   | 弱虫ツヨシと宇宙石 宇宙炎人フェニックス星人登場            | 菅良幸          | 山本裕介     | 己葉新樹 | 柳沢テツヤ          | 5月25日                                                             |
| 18   | マリアの幽霊退治 宇宙幽霊船バンダー星人登場                | 川瀬敏文        | 菊池一仁     | 菊池一仁 | 柳沢テツヤ          | 6月1日                                                              |
| 19   | ダグオンNO.6 宇宙植物シード星人 植物獣ドランゴラン登場     | 荒木憲一        | 杉島邦久     | 杉島邦久 | 植田洋一            | 6月8日                                                              |
| 20   | 突撃!ダグドリル 宇宙商人ヌーベル星人登場                   | 山田靖智        | 氷室文月     | 氷室文月 | 佐々門信芳          | 6月15日                                                             |
| 21   | 男!涙の友情合体 死神宇宙人ヒュドロン星人登場               | 北嶋博明        | 谷口悟朗     | 谷口悟朗 | 寺岡巌              | 6月22日                                                             |
| 22   | 風に舞う白い羽根 宇宙の悪魔デモス登場                      | 中野睦          | 日高政光     | 己葉新樹 | 室井聖人            | 6月29日                                                             |
| 23   | 宇宙の大樹 機械植物メカージュ星人 ガンドロイドT96登場      | 坂本郷          | 菊池一仁     | 菊池一仁 | 柳沢テツヤ          | 7月6日                                                              |
| 24   | その名はガンキッド 機械植物メカージュ星人登場              | 坂本郷          | 杉島邦久     | 杉島邦久 | 植田洋一            | 7月13日                                                             |
| 25   | 誓いの無限砲 宇宙皇帝アーク星人 宇宙アメーバキャメロン登場 | 荒木憲一        | 氷室文月     | 氷室文月 | 寺岡巌              | 7月20日                                                             |
| 26   | ねらわれたガク 宇宙の破壊者デマッカ星人登場                | 北嶋博明        | 望月智充     | 望月智充 | オグロアキラ        | 7月27日                                                             |
| 27   | 猫が消える日 宇宙鼠マウザー星人登場                        | 川瀬敏文        | 谷口悟朗     | 谷口悟朗 | 佐々門信芳          | 8月3日                                                              |
| 28   | 去りゆく君へ 宇宙グモパイダ星人登場                        | 山田靖智        | 己葉新樹     | 己葉新樹 | 柳沢テツヤ          | 8月10日                                                             |
| 29   | 青い星の戦慄 恐怖宇宙人ラドンパ星人登場                    | 中野睦          | 菊池一仁     | 菊池一仁 | 室井聖人            | 8月17日                                                             |
| 30   | 地球氷河期5分前 宇宙皇帝アーク星人登場                     | 荒木憲一 坂本郷 | 杉島邦久     | 杉島邦久 | 寺岡巌              | 8月24日                                                             |
| 31   | 剛力!パワーダグオン 宇宙女王蟻クイーンザゴス登場           | 荒木憲一        | 日高政光     | 谷口悟朗 | 植田洋一            | 9月7日                                                              |
| 32   | 噂の刑事エン&ゲキ 凶悪宇宙警官デスコップ登場               | 菅良幸          | 氷室文月     | 山本恵   | 佐々門信芳          | 9月14日                                                             |
| 33   | 嵐を呼ぶ学園祭 台風宇宙人フットバー星人登場                | 北嶋博明        | オグロアキラ | 虎田功   | 柳沢テツヤ          | 9月21日                                                             |
| 34   | エン、成層圏で戦う 要塞宇宙人パット星人登場                | 中野睦          | 菊池一仁     | 菊池一仁 | 寺岡巌              | 9月28日                                                             |
| 35   | 電撃登場ダグサンダー 宇宙魚人サバラス星人登場              | 荒木憲一        | 杉島邦久     | 杉島邦久 | なかじまちゅうじ    | 10月5日                                                             |
| 36   | サルガッソの支配者 電波宇宙人パルス星人登場                | 山田靖智        | 谷口悟朗     | 谷口悟朗 | 植田洋一            | 10月12日                                                            |
| 37   | 幽霊トラックを追え! 暴走宇宙人トラッカー星人登場           | 菅良幸          | 氷室文月     | 氷室文月 | 佐々門信芳          | 10月19日                                                            |
| 38   | 復活の白い翼 宇宙の阿修羅シュラ登場                        | 中野睦          | 虎田功       | 虎田功   | 柳沢テツヤ          | 11月2日                                                             |
| 39   | 吠えよ!ライアン 宇宙皇帝アーク星人登場                     | 北嶋博明        | 菊池一仁     | 菊池一仁 | 寺岡巌              | 11月9日                                                             |
| 40   | 望まざる対決 ワルガイア星人ヒドー登場                      | 荒木憲一        | 杉島邦久     | 杉島邦久 | なかじまちゅうじ    | 11月16日                                                            |
| 41   | 禁断の超合体 合成宇宙人ゼルマー登場                        | 山田靖智        | 谷口悟朗     | 谷口悟朗 | 植田洋一            | 11月23日                                                            |
| 42   | 割れたダグテクター ワルガイア3兄弟登場                     | 菅良幸          | 氷室文月     | 氷室文月 | 鈴木竜也 鈴木卓也   | 11月30日                                                            |
| 43   | 勇者たち宇宙へ 爆弾宇宙人ボンバー星人登場                  | 坂本郷          | オグロアキラ | 虎田功   | 寺岡巌              | 12月7日                                                             |
| 44   | 攻防!ダグベース ワルガイア星人ゲドー登場                   | 北嶋博明        | 菊池一仁     | 菊池一仁 | 佐々門信芳          | 12月14日                                                            |
| 45   | 奇跡の勇者たち ワルガイア星人マドー登場                    | 菅良幸          | 杉島邦久     | 杉島邦久 | 柳沢テツヤ          | 12月21日                                                            |
| 46   | サルガッソ大爆発 超生命体ジェノサイド登場                  | 荒木憲一        | 谷口悟朗     | 松村康弘 | 箕輪悟              | 12月27日 9:55 （ABCのみ17:00からの放送）                            |
| 47   | 燃えろ!炎の勇者エン 超生命体ジェノサイド登場               | 荒木憲一        | 氷室文月     | 氷室文月 | 寺岡巌              | 1997年 1月18日 （ABCのみ1月17日15:00からの放送）                    |
| 48   | オレたちの未来へ…                                          | 荒木憲一        | 望月智充     | 望月智充 | オグロアキラ        | 1月25日                                                             |

※1996年8月31日、10月26日、1997年1月4、11日は休止。
※2/17日は豊浜トンネル岩盤崩落事故で岩盤が除去され、安否確認に関するニュースを中継で報道したために番組は放送休止。1週間遅れの穴埋めという形で3/27（水）に8話（朝日放送では3/22（金）に放映済み）が放映された。そのため、8話まで朝日放送（ABC）では放送休止に追いやられることなく所定日時（金曜17時）に放送できた一方、他系列局は朝日放送と比較して8日（8話は5日）も間が開いている。
※編成の都合により46話は12月27日（金）の午前9時55分から放送。

## 放送局
| 放送対象地域                                       | 放送局           | 系列                                         | ネット形態 | 備考               |
| -------------------------------------------------- | ---------------- | -------------------------------------------- | ---------- | ------------------ |
| 中京広域圏                                         | 名古屋テレビ     | テレビ朝日系列                               | 制作局     |                    |
| 関東広域圏                                         | テレビ朝日       | テレビ朝日系列                               | 同時ネット |                    |
| 北海道                                             | 北海道テレビ     | テレビ朝日系列                               | 同時ネット |                    |
| 青森県                                             | 青森朝日放送     | テレビ朝日系列                               | 同時ネット |                    |
| 岩手県                                             | 岩手朝日テレビ   | テレビ朝日系列                               | 同時ネット | 1996年10月開局から |
| 宮城県                                             | 東日本放送       | テレビ朝日系列                               | 同時ネット |                    |
| 秋田県                                             | 秋田朝日放送     | テレビ朝日系列                               | 同時ネット |                    |
| 山形県                                             | 山形テレビ       | テレビ朝日系列                               | 同時ネット |                    |
| 福島県                                             | 福島放送         | テレビ朝日系列                               | 同時ネット |                    |
| 新潟県                                             | 新潟テレビ21     | テレビ朝日系列                               | 同時ネット |                    |
| 長野県                                             | 長野朝日放送     | テレビ朝日系列                               | 同時ネット |                    |
| 静岡県                                             | 静岡朝日テレビ   | テレビ朝日系列                               | 同時ネット |                    |
| 富山県                                             | 富山テレビ       | フジテレビ系列                               | 遅れネット | [ 注 45 ]          |
| 石川県                                             | 北陸朝日放送     | テレビ朝日系列                               | 同時ネット |                    |
| 近畿広域圏                                         | 朝日放送         | テレビ朝日系列                               | 先行放送   | [ 注 46 ]          |
| 広島県                                             | 広島ホームテレビ | テレビ朝日系列                               | 同時ネット |                    |
| 山口県                                             | 山口朝日放送     | テレビ朝日系列                               | 同時ネット |                    |
| 香川県 岡山県                                      | 瀬戸内海放送     | テレビ朝日系列                               | 同時ネット |                    |
| 愛媛県                                             | 愛媛朝日テレビ   | テレビ朝日系列                               | 同時ネット |                    |
| 高知県                                             | テレビ高知       | TBS系列                                      | 遅れネット |                    |
| 徳島県                                             | 四国放送         | 日本テレビ系列                               | 遅れネット | [ 注 45 ]          |
| 福岡県                                             | 九州朝日放送     | テレビ朝日系列                               | 同時ネット |                    |
| 長崎県                                             | 長崎文化放送     | テレビ朝日系列                               | 同時ネット |                    |
| 熊本県                                             | 熊本朝日放送     | テレビ朝日系列                               | 同時ネット |                    |
| 大分県                                             | 大分朝日放送     | テレビ朝日系列                               | 同時ネット |                    |
| 宮崎県                                             | テレビ宮崎       | フジテレビ系列 日本テレビ系列 テレビ朝日系列 | 遅れネット | [ 注 45 ]          |
| 鹿児島県                                           | 鹿児島放送       | テレビ朝日系列                               | 同時ネット |                    |
| 沖縄県                                             | 琉球朝日放送     | テレビ朝日系列                               | 同時ネット |                    |
| 未放送地域：山梨県・福井県・鳥取県・島根県・佐賀県 |                  |                                              |            |                    |

## OVA
1997年10月にリリース。勇者シリーズ初のOVA作品である。

## 関連商品

### 玩具・食玩・その他立体物
玩具
タカラ（現・タカラトミー）
- DX火炎合体 ファイヤーダグオン
- DX剛力合体 パワーダグオン
- DX超火炎合体 スーパーファイヤーダグオン（ファイヤーダグオン・パワーダグオンのセット）
- DX重連合体1 ダグターボ
- DX重連合体2 ダグアーマー
- DX重連合体3 ダグウィング
- DX重連合体4 ダグドリル
- DX重連合体 ライナーダグオン（ダグターボ・ダグアーマー・ダグウィングのセット）
- DX超重連合体 スーパーライナーダグオン（ダグターボ・ダグアーマー・ダグウィング・ダグドリル・厚紙製ダグベースのセット）
- DX機獣合体1 ダグシャドー
- DX機獣合体2 ガードウルフ
- DX機獣合体3 ガードタイガー
- DX機獣合体4 ガードホーク
- DX機獣合体 シャドーダグオン（ダグシャドー・ガードウルフ・ガードタイガー・ガードホークのセット）
- DXロボット基地 ダグベース（『トランスフォーマー リターン・オブ・コンボイ』に登場したグランダスの流用変更品）
- DX宇宙剣士 ライアン
- DX無限砲 ガンキッド
- DX雷鳴合体 サンダーダグオン
- DXダグテクター1 ファイヤーエン
- DXダグテクター2 ターボカイ
- DXダグテクター3 アーマーシン
- DXダグテクター4 ウィングヨク
- DXダグテクター5 シャドーリュウ
- DXダグテクター6 ドリルゲキ
- DXダグテクター7 サンダーライ
- 勇者指令 ダグコマンダー
- ファイヤーブラスター
- HG（ハイパー合体）火炎合体 ファイヤーダグオン（ファイヤーストラトスはダグファイヤーへの変形不可）
- HG重連合体 ライナーダグオン（ターボライナー・アーマーライナー・ウィングライナーは個別変形不可）
- HG剛力合体 パワーダグオン（ダグファイヤーは無可動）
- HG超火炎合体 スーパーファイヤーダグオン（HGファイヤーダグオン・同パワーダグオンのセット）

食玩
カバヤ食品
- ダグオンガム

- 第1弾 ダグファイヤー（変形可）、ダグターボ、ダグアーマー、ダグウイング（変形・ライナーダグオンへの合体ともに可）
- 第2弾 ファイヤーダグオン、ライアン、ダグドリル（変形可）、スーパーライナーダグオン
- 第3弾 スーパーファイヤーダグオン、サンダーダグオン、ガンキッド（変形可）、パワーダグオン

- ダグオンチョコ

- 第1弾 ダグファイヤー、ダグターボ、ダグアーマー、ダグウイング、ファイヤーダグオン、ライナーダグオン
- 第2弾 シャドーダグオン、ダグシャドー、ダグドリル、ダグベース、ライアン
- 第3弾 スーパーファイヤーダグオン、スーパーライナーダグオン、パワーダグオン、ダグサンダー、サンダーダグオン、ガンキッド

- ダグオンキットガム

- ダグコマンダー、ファイヤーブラスター、ファイヤーエン、ターボカイ&ターボホイール

- BIGダグオンガム

- ファイヤーダグオン、ダグシャドー、ガードタイガー・ガードホーク・ガードウルフ

- ブレイブヒーローチョコ

- ファイヤーエン、ターボカイ、シャドーリュウ

- ダグテクターチョコ

- ファイヤーエン、ターボカイ、アーマーシン、ウイングヨク、シャドーリュウ

- ダグベースガム

- ダグベース、シャドージェットカタパルト、ファイヤーベース

バンダイ
- 勇者列伝COLLECTION2

- ファイヤーダグオン（第2弾として発売）

- スーパーミニプラ 勇者指令ダグオン

- 第1弾 - ファイヤーストラトス&ファイヤーラダー&ファイヤーレスキュー、ファイヤージャンボA、ファイヤージャンボB（全種でファイヤーダグオンに合体可能）
- 第2弾 - ファイヤーエン、パワーダグオンA、パワーダグオンB（パワーダグオンに合体可能な他、第1弾の全種と組み合わせでスーパーファイヤーダグオンに合体可能）
- ライアン&ガンキッド（プレミアムバンダイ・キャンディトイオンラインショップ限定）（ライアンはライオソードに変形可能な他、ガンキッドは無限砲、キッドファイター、キッドタンクに変形可能。ファイヤーダグオン、パワーダグオンに使用可能なライオソードが付属し、ファイヤーライオソード、パワーライオソード十文字斬りが再現可能。無限砲はファイヤーダグオン、パワーダグオンに装備可能。ライオソード、無限砲をスーパーファイヤーダグオンに装備し、トライアングルクリスマスビームが再現可能）

### 映像・音楽ソフト
- 勇者指令ダグオン DVD-BOX 1（2006年10月25日）第1話から第25話までを収録、5枚組。
- 勇者指令ダグオン DVD-BOX 2（2006年11月22日）第26話から第48話、そしてOVA『水晶の瞳の少年』を収録、6枚組
- 勇者指令ダグオン（1996年2月21日） OPとEDを収録したシングルCD。
- 勇者指令ダグオン（1996年11月21日）CDシネマシリーズで使用されたOPとEDを収録したシングルCD。
- 勇者指令ダグオン VOl.1（1996年4月24日）サウンドトラック。
- 勇者指令ダグオン VOl.2（1996年8月21日）
- 勇者指令ダグオン〜SONG COLLECTION（1996年12月18日）ソングアルバム。
- 『勇者指令ダグオン』〜スペシャルドラマ1“選挙で激突!トライダグオン“（1996年6月21日）ドラマCD。
- 『勇者指令ダグオン』〜スペシャルドラマ2（1996年7月24日）
- 『勇者指令ダグオン』〜スペシャルドラマ3（1996年10月23日）
- 『勇者指令ダグオン』CDシネマ1〜春はあけぼの（1996年12月18日）
- 『勇者指令ダグオン』CDシネマ2〜夏のツー・ショット（1997年1月22日）
- 『勇者指令ダグオン』CDシネマ3〜それぞれの秋（1997年2月21日）
- 『勇者指令ダグオン』CDシネマ4〜冬、来たりなば…（1997年3月21日）
- 『勇者指令ダグオン』スペシャルドラマ〜いいやつ（1997年8月21日）
- 『勇者指令ダグオン』スペシャルドラマ2〜悪いやつ（1998年2月4日）

### ゲーム
タカラ
- ブレイブサーガシリーズ
  - PS『ブレイブサーガ』
  - PS『ブレイブサーガ2』
  - GBC『ブレイブサーガ 新章 アスタリア』
  - PS2『新世紀勇者大戦』

サンライズインタラクティブ
- サンライズ英雄譚シリーズ
  - PS2『サンライズ英雄譚R』
  - PS2『サンライズ英雄譚2』
  - PS2『サンライズ ワールド ウォー from サンライズ英雄譚』

※初参戦となった『R』以降では、後番組である『勇者王ガオガイガー』とも共演している。また、作中に登場するダグテクターは続編OVA『水晶の瞳の少年』に登場したバージョンとなっており、テレビシリーズのメカは登場しない。

### コミックゲームブック
- 勇者指令ダグオンゲームブック1 -古代宇宙獣をたおせ!の巻- （1996年7月1日） ISBN 4-575-28614-1

双葉社より発刊。

### アンソロジーコミック
- 勇者指令ダグオン1st（1996年8月6日） ISBN 4-05-601397-7

学習研究社ノーラコミックスDXPockeシリーズより発刊。

## コミカライズ
- テレビランド連載 相原和典

番組終了と同時期に休刊になったのに伴い、同誌における勇者シリーズの掲載は本作品が最後となった。

## ラジオ
放送期間中の1996年10月から1997年3月にかけて、ラジオ日本及びラジオ大阪にて本作品にまつわるラジオ番組が放送された。パーソナリティーは子安武人、遠近孝一、私市淳の3人が担当。番組内ではリスナーからのはがき紹介の他、テレビシリーズでは描かれなかったメインキャラクターの日常生活を描いたドラマも放送され、ドラマは放送終了後にCDシネマとして発売された。